# Liste der Sensenwerke in Österreich
Die Liste der Sensenwerke in Österreich bietet einen Überblick über ehemalige und noch produzierende Sensenwerke in Österreich bzw. den ehemaligen Kronländern. Die Liste ist in die Zünfte unterteilt, denen die Sensenwerke jeweils angehörten. Die Reihenfolge orientiert sich an der von Franz Schröckenfux in seinem Standardwerk Geschichte der österreichischen Sensenwerke und ihrer Besitzer verwendeten Ordnung. Darauf aufbauend soll die Liste wenn möglich vervollständigt werden.

## Kirchdorf-Micheldorf (KM)

### An der Krems

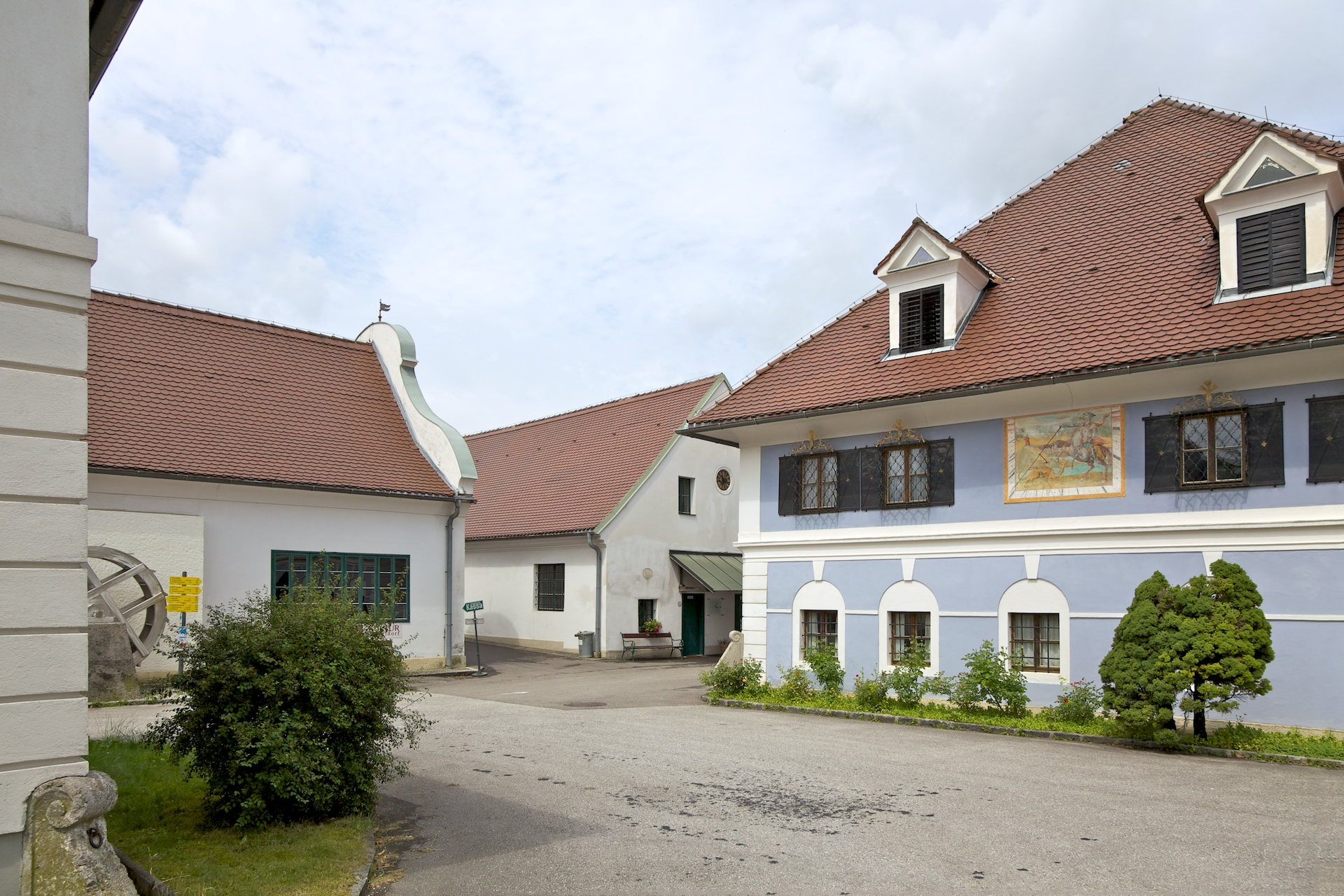
Ehemalige Sensenschmiede am Gries (Gradnwerk) in Micheldorf, heute OÖ. Sensenschmiedemuseum

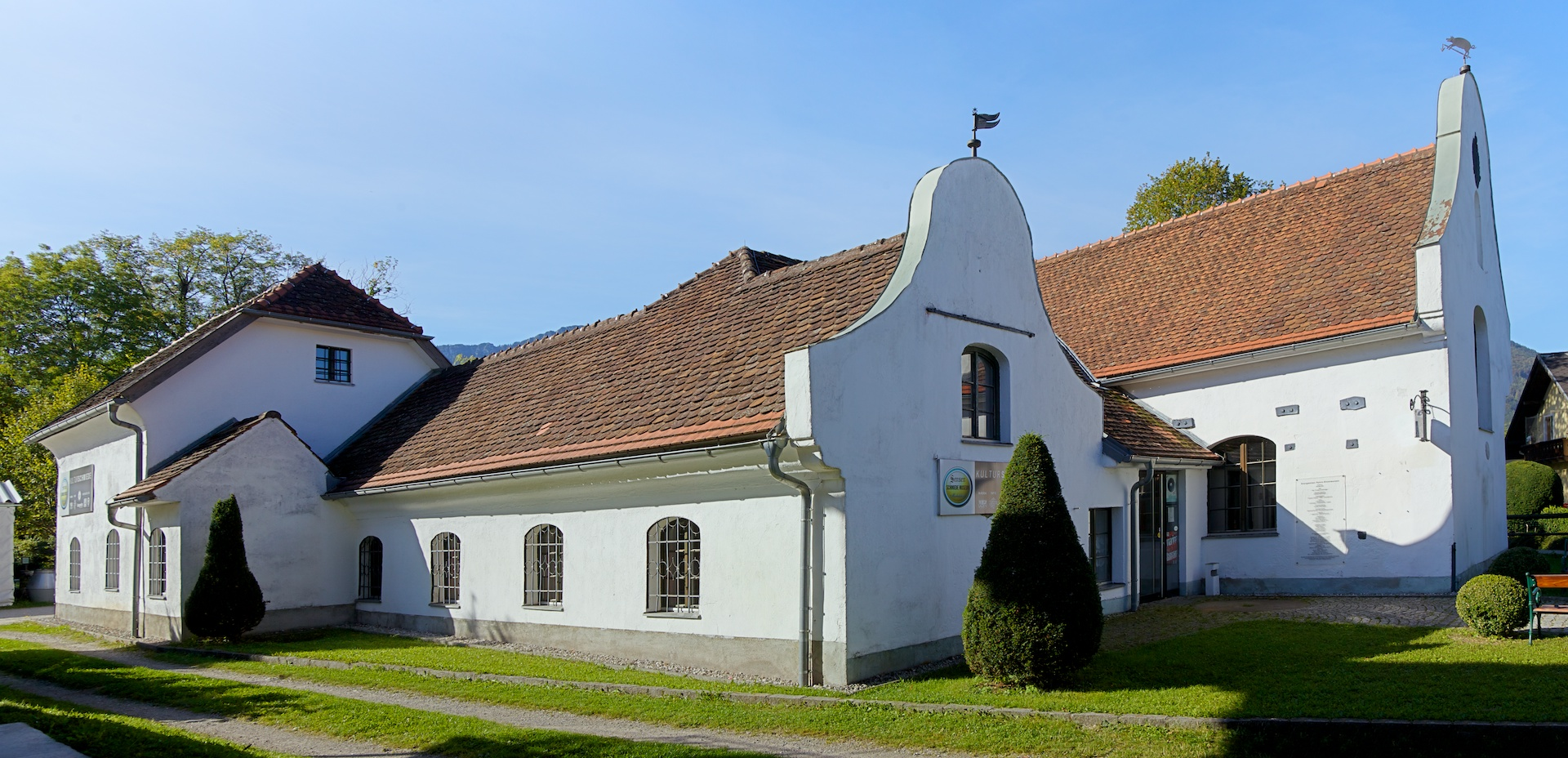
Steinhuberhammer der ehemaligen Sensenschmiede Steinhub in Micheldorf

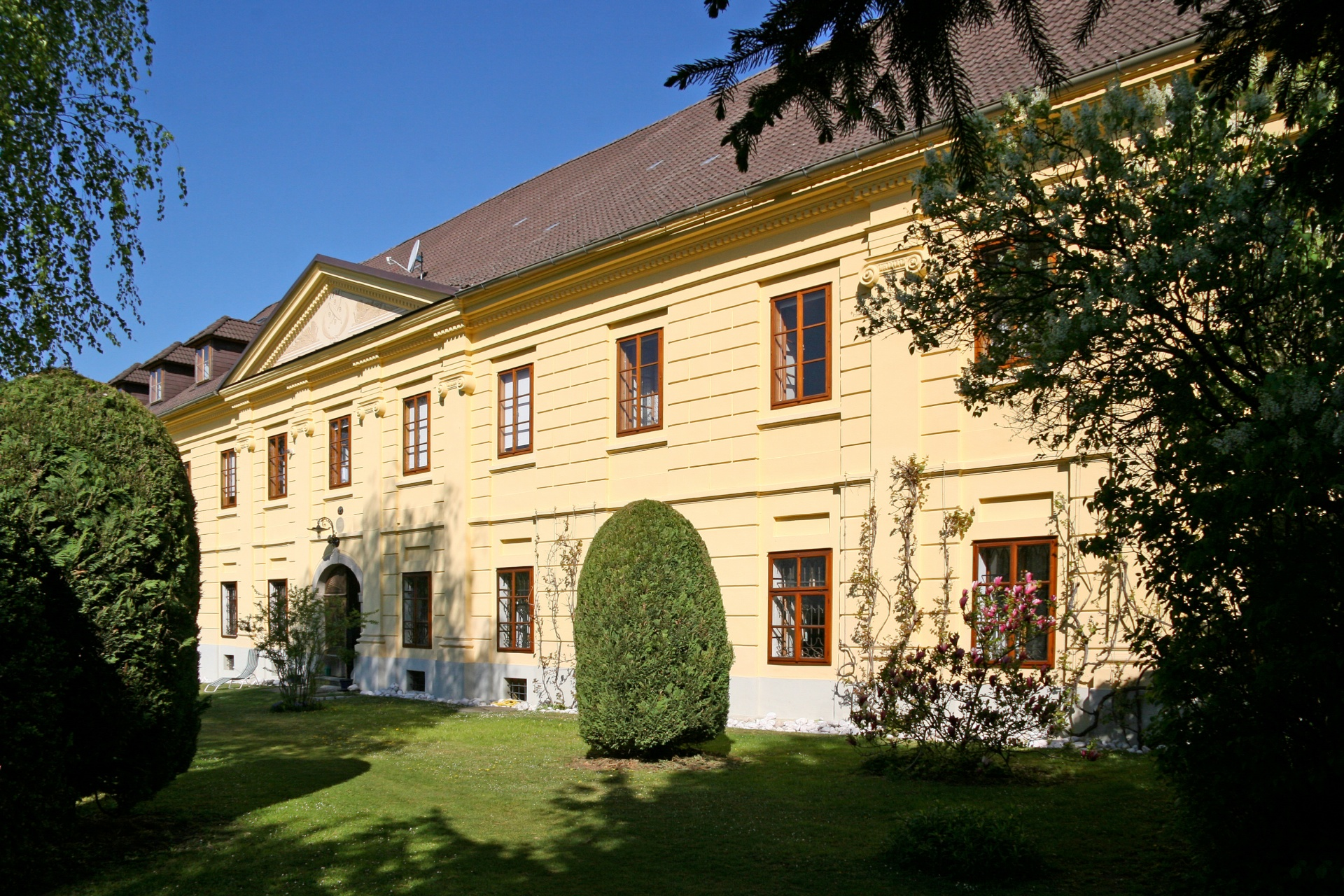
Neues Herrenhaus der ehemaligen Sensenschmiede Blumau in Schlierbach

| Bild                                   | Hausname                                                            | Zeichen                                                                                   | Ort                       | Gewässer         | Gründung (Jahr) | Stilllegung (Jahr) | Bemerkungen                              |
| -------------------------------------- | ------------------------------------------------------------------- | ----------------------------------------------------------------------------------------- | ------------------------- | ---------------- | --------------- | ------------------ | ---------------------------------------- |
| Zwei Kreuz zwei Laibl                  | An der Pfuster (Pfusterschmiede)                                    | Zwei Kreuz zwei Laibl                                                                     | Micheldorf                | Krems            | 1558, um        | 1904               | 1334 urkundlich erwähnt                  |
| Zeichen                                | Unter der Linde (Oberhaindl)                                        | Zwei Mondschein (Kreuz mit zwei Halbmond und zwei Laibl), später auch Hammer und Schlägel | Micheldorf                | Hinterburgerbach | 1581            | 1886               | vor 1581 Hackenschmiede                  |
| Himmelkreuz                            | Am Stein (Obere Holzinger Werkstatt)                                | Himmelkreuz (Vier Kreuz), später König von Ungarn                                         | Micheldorf                | Krems            | 1570            | 1875, um           |                                          |
|                                        | Am unteren Stein (Unterm Stein)                                     |                                                                                           | Micheldorf                | Krems            | 1588, vor       | 1629               | mit der Schützenhub vereinigt            |
| Sonne mit zwei Halbmond und zwei Stern | Schützenhub (Obere Steinhub, Untere Holzinger Werkstatt, Lindenhof) | Sonne mit zwei Halbmond und zwei Stern                                                    | Micheldorf                | Krems            | 1530, um        | 1904, um           |                                          |
| Gamskopf mit drei Kreuz                | An der Zinne (Weinmeister)                                          | Gamskopf mit drei Kreuz                                                                   | Micheldorf                | Krems            | 1569, um        | 1907, vor          |                                          |
|                                        | Am Hammer                                                           | Kelch, später Hahn                                                                        | Micheldorf                | Krems            | 1540            | 1641, um           | mit Am Aigen vereinigt                   |
| Gansauge                               | Am Aigen (Melcherl)                                                 | Gansauge, später Kaiser von Österreich                                                    | Micheldorf                | Krems            | 1587            | 1937, nach         |                                          |
|                                        | Steinhub (Untere Steinhub, Faschinghub)                             | Wildschwein, vorher Werkmesser                                                            | Micheldorf                | Krems            | 1588, vor       | 1966               | heute Klangwelten                        |
| Kelch mit Hostie                       | Am Gries (Gradnwerk)                                                | Kelch mit Hostie (Pokal), später auch Giraffe                                             | Micheldorf                | Krems            | 1550, vor       | 1966               | heute OÖ. Sensenschmiedemuseum           |
| Winkelmaß                              | Zu Dörflern (Fellinger Werkstatt, Kaltenbrunner)                    | Winkelmaß (Truttenkreuz)                                                                  | Micheldorf                | Krems            | 1534            | 1904               |                                          |
| Fischgräte                             | Am Windfeld (Bei der Brücke, Hierzenberger)                         | Fischgräte                                                                                | Micheldorf                | Krems            | 1585            | 1883               |                                          |
|                                        | An der Haasenmühle                                                  | Fisch, später Kranz                                                                       | Micheldorf                | Krems            | 1576            | 1604, nach         |                                          |
| Kreuz, Halbmond und drei Punkte        | Der obere Absang (Saganger, Unterhaindl, Junghaindl, Edelhof)       | Kreuz, Halbmond und drei Punkte, später auch Anker und Baßgeige                           | Micheldorf                | Krems            | 1595, vor       | 1869               | Sichelschmiede, nach 1863 Sensenschmiede |
| Kleeblatt                              | Der untere Absang (Pogner Werkstatt)                                | Kleeblatt, später auch Hut                                                                | Micheldorf                | Krems            | 1587            | 1885               |                                          |
| Zwei Strohmesser                       | Blumau                                                              | Zwei Strohmesser, später auch Kanone, Stiefel und St. Wolfgang                            | Hausmanning (Schlierbach) | Krems            | 1589, vor       | 1952               |                                          |
|                                        | Astlmühle                                                           |                                                                                           | Schlierbach               | Krems            | 1583, vor       | 1616, um           |                                          |

### An der Alm

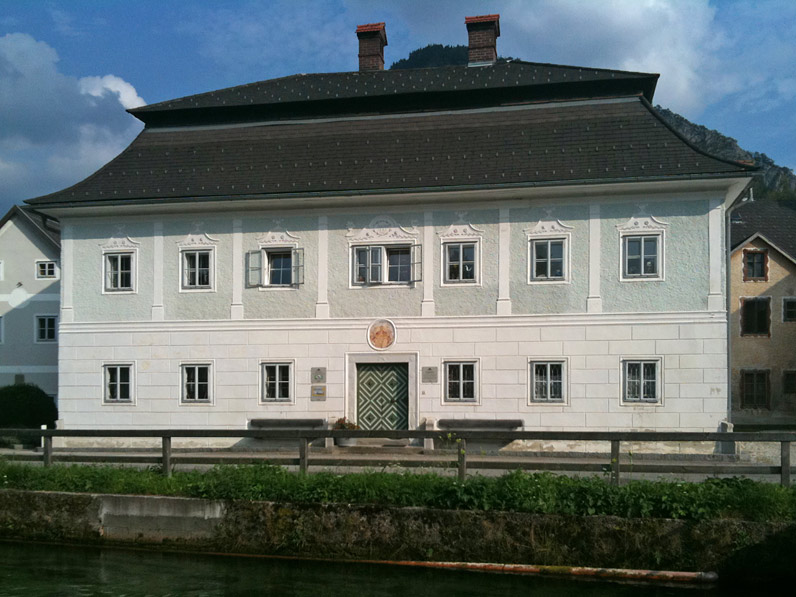
Herrenhaus der ehemaligen Sensenschmiede ob der Almbrücke (Geyerhammer) in Scharnstein

| Bild                 | Hausname                                            | Zeichen                                            | Ort         | Gewässer | Gründung (Jahr) | Stilllegung (Jahr) | Bemerkungen                        |
| -------------------- | --------------------------------------------------- | -------------------------------------------------- | ----------- | -------- | --------------- | ------------------ | ---------------------------------- |
| Pfeil mit zwei Kreuz | Am inneren Grubbach                                 | Pfeil mit zwei Kreuz (Einfacher Strall)            | Grünau      | Alm      | 1586            | 1914               |                                    |
| Kampl                | Am äußeren Grubbach (Grünau, Hierzenbergerwerk)     | Kampl (Kamm)                                       | Scharnstein | Alm      | 1587            | 1923               |                                    |
| Gekreuzte Schlüssel  | Ob der Almbrücke (Geyerhammer, Fuxenwerkstatt)      | Zwei gekreuzte Schlüssel                           | Scharnstein | Alm      | 1588            | 1987               | Sensenmuseum Geyerhammer           |
|                      | In der Schönau                                      |                                                    | Scharnstein | Alm      | 1585            | 1587               | Bei der Almbrücke neu aufgebaut    |
| Doppeltes Pflugsech  | Bei der Almbrücke                                   | Doppeltes Pflugsech                                | Scharnstein | Alm      | 1587            | 1987               | 1908 mit dem Geyerhammer vereinigt |
| Ein Pflugsech        | Am Niederwörth (Am Moos)                            | Ein Pflugsech (zwischen vier Kreuzl und ein Anker) | Scharnstein | Alm      | 1614            | 1895, nach         |                                    |
|                      | Redtenbacher (Hauptwerk, Paulwerk und Viktoriawerk) | Schraube, Kette                                    | Scharnstein | Alm      | 1890            | 1987               | ab 1890 neu erbaut                 |

### An Teichl und Pießling

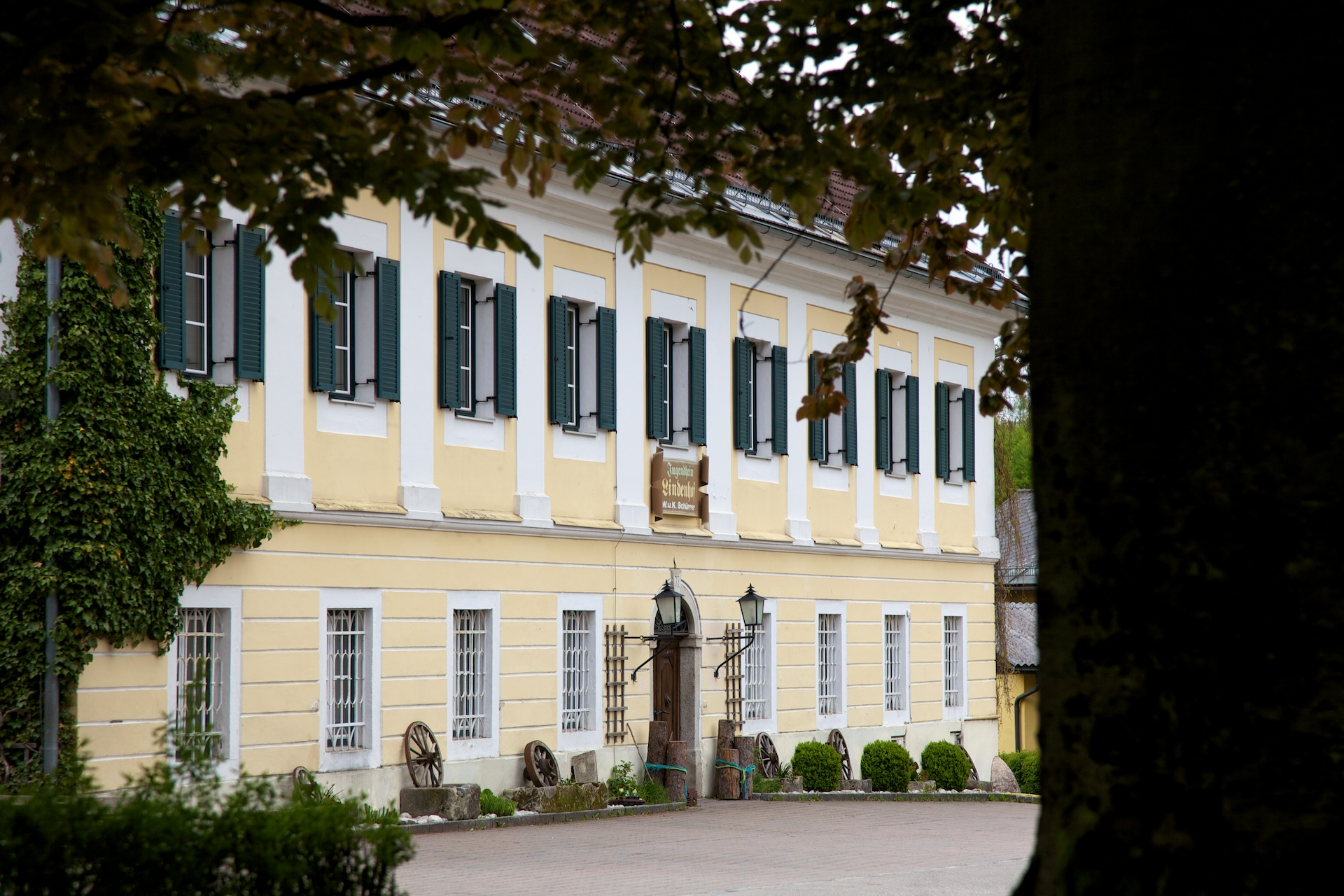
Neues Herrenhaus der ehemaligen Sensenschmiede am vorderen Hasenberg (Weinmeister) in Spital am Pyhrn

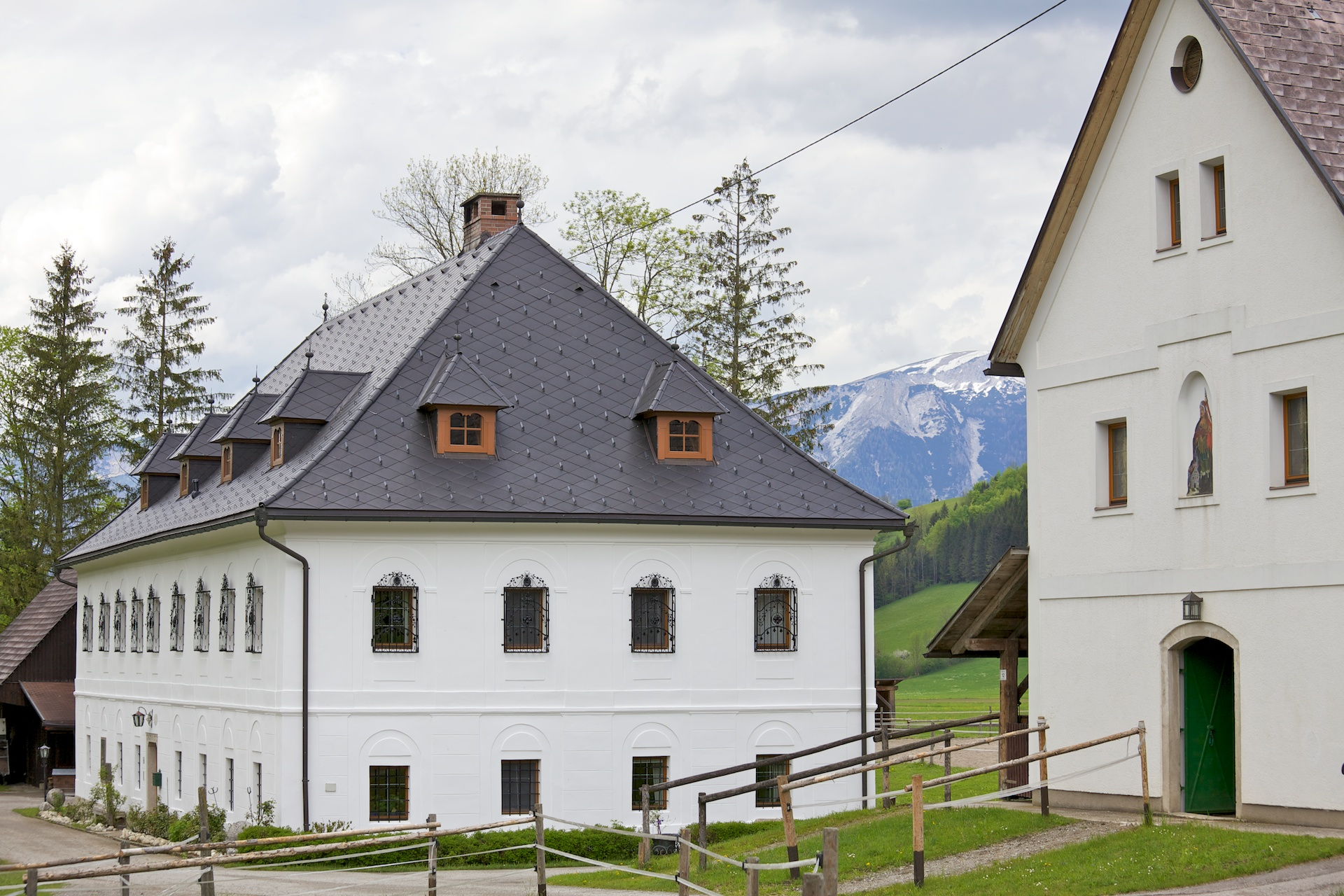
Ehemalige Sensenschmiede in der Au in Spital am Pyhrn

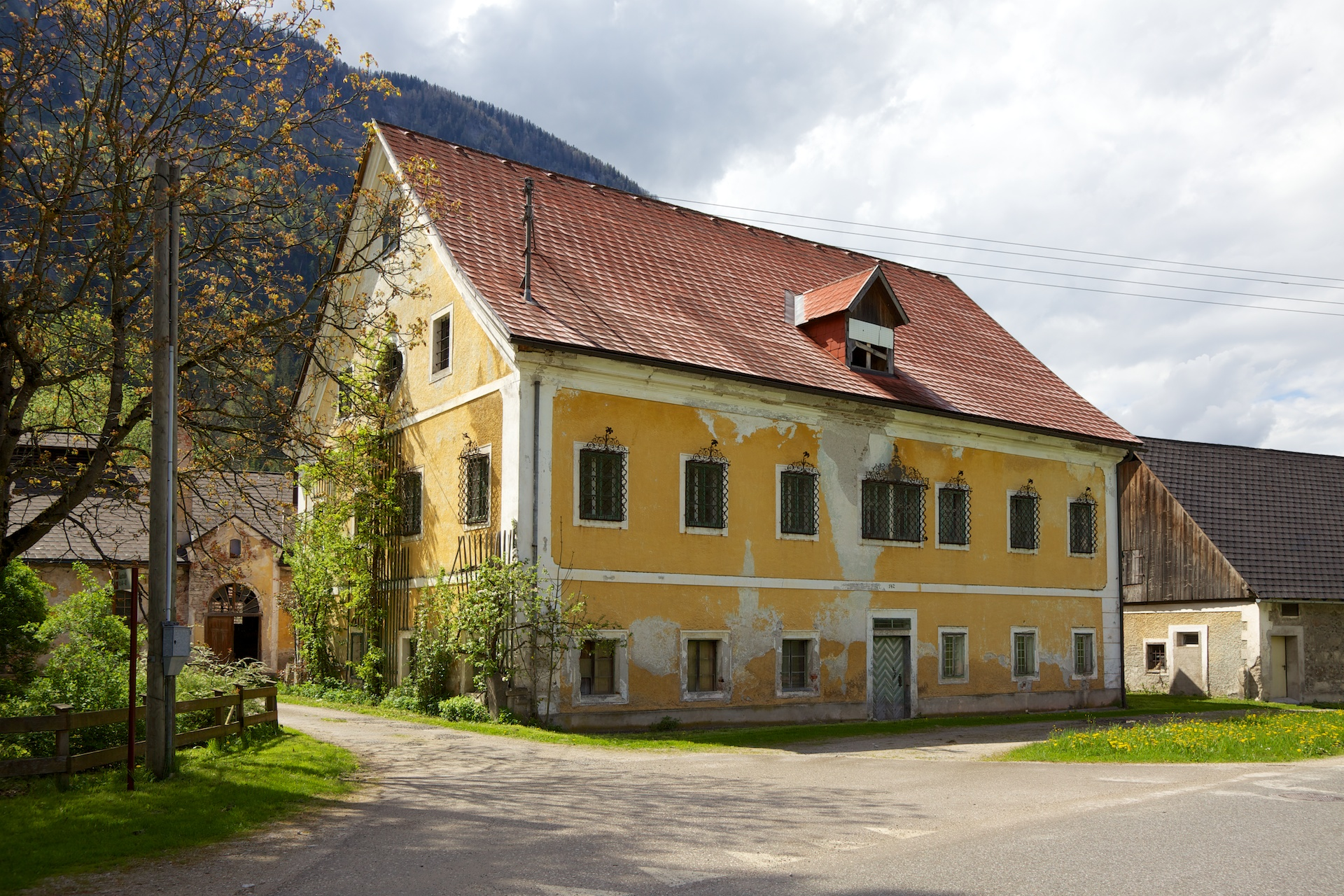
Ehemalige Sensenschmiede auf der Schröckerherberg in Spital am Pyhrn

| Bild         | Hausname                                                       | Zeichen                                               | Ort                          | Gewässer    | Gründung (Jahr) | Stilllegung (Jahr) | Bemerkungen                           |
| ------------ | -------------------------------------------------------------- | ----------------------------------------------------- | ---------------------------- | ----------- | --------------- | ------------------ | ------------------------------------- |
| Schlüssel    | Grünau (Am hinteren Hasenberg)                                 | Schlüssel                                             | Spital am Pyhrn              | Trattenbach | 1575, vor       |                    |                                       |
| Weintraube   | Am vorderen Hasenberg (Am Trattenbach, Weinmeister, Lindenhof) | Weintraube                                            | Spital am Pyhrn              | Trattenbach | 1555            | 1895, um           |                                       |
|              | In der Paderau                                                 |                                                       | Hinterstoder                 |             | 1550, um        | 1659               | transferiert auf den Radlinghof       |
|              | Am Radlinghof                                                  |                                                       | Windischgarsten              |             | 1659            | 1668, vor          | transferiert auf die Schröckerherberg |
|              | Auf der Schröckerherberg (Hierzenbergerwerk)                   | Wilder Mann                                           | Spital am Pyhrn              | Teichl      | 1668            | 1961               |                                       |
| Grobsemmel   | In der Au (Auhof)                                              | Grobsemmel                                            | Gleinkerau (Spital am Pyhrn) | Teichl      | 1601, vor       | 1898, nach         |                                       |
| Sense        | Roßleithen (Obere Pießling, Schröckenfux)                      | Sense                                                 | Roßleithen                   | Pießling    | 1594            | –                  | produziert bis heute Sensen           |
|              | Im Moserlinggraben                                             |                                                       |                              |             | 1533, vor       | 1622               | am Dambach neu aufgebaut              |
| Kammrad      | Dambach                                                        | Kammrad (Brunnenradl)                                 | Rosenau                      | Dambach     | 1622            | 1907               | heute RoHol                           |
|              | Drahtzug                                                       | Elefant (und drei Pfeile)                             | Windischgarsten              | Dambach     | 1863            | 1883               | vor 1863 Drahtzug; heute Heimatmuseum |
| Doppelsemmel | Kaixen (Mittlere Pießling)                                     | Doppelsemmel (mit zwei Laibl und zwei Kreuz)          | Roßleithen                   | Pießling    | 1567, vor       | 1906, nach         |                                       |
| Hufeisen     | An der unteren Pießling (Pießling)                             | Hufeisen                                              | Roßleithen                   | Pießling    | 1527, vor       | 1966               |                                       |
| Gutkreuz     | Am Dürnbach (Helmlwerk)                                        | Gutkreuz (Kleines Kreuz mit vier Tüpfl), später Komet | St. Pankraz                  | Teichl      | 1569, vor       | 1894               |                                       |

### An der Steyr

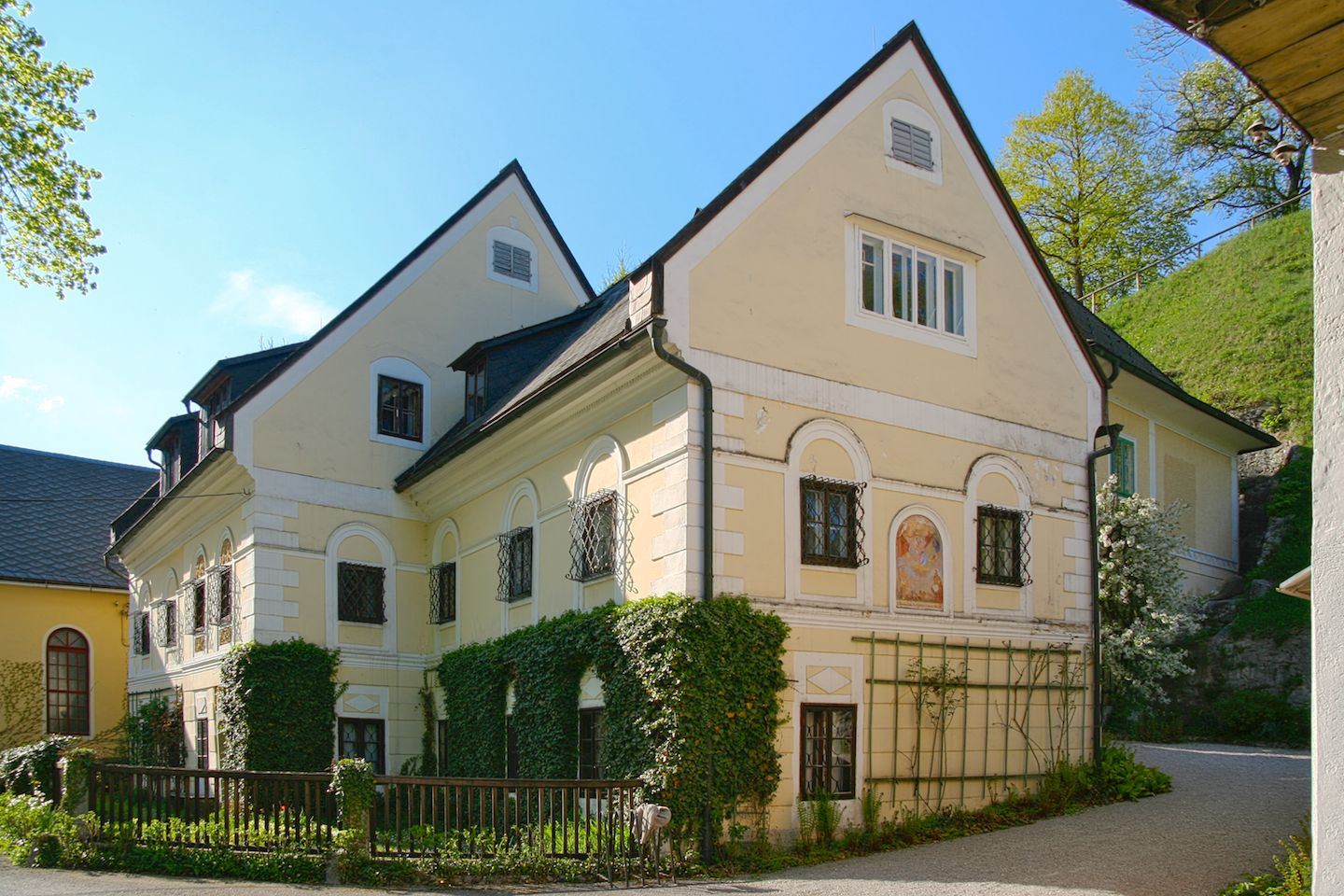
Ehemalige Sensenschmiede Schmiedleithen in Leonstein, heute Freilichtmuseum

| Bild                       | Hausname                                                    | Zeichen                                          | Ort                                                    | Gewässer                                  | Gründung (Jahr) | Stilllegung (Jahr) | Bemerkungen                          |
| -------------------------- | ----------------------------------------------------------- | ------------------------------------------------ | ------------------------------------------------------ | ----------------------------------------- | --------------- | ------------------ | ------------------------------------ |
| Posthorn                   | Am Hirschenstein (Mandlbauer)                               | Posthorn                                         | Steyrling (Klaus)                                      | Traglbach                                 | 1585            | 1903, nach         |                                      |
| Krebs                      | Am Grünanger (Moserhammer)                                  | Krebs                                            | Steyrling (Klaus)                                      | Traglbach                                 | 1583, vor       | 1903, nach         |                                      |
| Irgen                      | An der Schleifen (Pießlingerhammer, Zum doppelten Herrgott) | Irgen (Lilie)                                    | Steyrling (Klaus)                                      | Traglbach                                 | 1570            | 1890, nach         |                                      |
|                            | Bei der hängenden Brücke                                    |                                                  | Steyrling (Klaus)                                      | Steyrling                                 | 1585, um        | 1627               | im Graben neu aufgebaut              |
| Werkmesser                 | Im Graben                                                   | Werkmesser (Quermesser), später Zar von Russland | Klaus                                                  | Steyr                                     | 1627            | 1874               |                                      |
| Siebenstern                | In der Garnweit (Kollerwerk in der Ramsau, An der Palten)   | Siebenstern                                      | Ramsau (Molln)                                         | Palten                                    | 1584, um        | 1899               |                                      |
|                            | Die Agonitz                                                 | Krone, später auch Hacke und Mähzeug             | Agonitz bei Leonstein                                  | Steyr                                     | 1860            | nach 1905          | vor 1860 Zeugstatt (Sägewerk)        |
| Zwei Fische                | Strub (Fürstenhammer, Blumau bei Molln)                     | Zwei Fische                                      | Breitenau (Molln)                                      | Krumme Steyrling                          | 1574            | 1901               |                                      |
| Waage                      | Gstad                                                       | Waage                                            | Molln                                                  | Krumme Steyrling                          | 1780            | 1962               | vor 1780 Hammerwerk                  |
|                            | Schmied am Hammer                                           |                                                  | Molln                                                  | Krumme Steyrling                          | 1864            |                    | 1870 mit Gstadt vereinigt            |
| Drei Kreuz mit zwei Semmel | Am Furth                                                    | Drei Kreuz mit zwei Semmel (alt: Fleicherbarte)  | Furth bei Leonstein / Obergrünburg (Grünburg)          | Schmiedleitner Bach (Rinnerbach)          | 1572            | 1871, nach         |                                      |
| Hammer                     | Schmiedleithen (Moserleithen)                               | Hammer (wechselnd Kreuz, Laibl/Semmel, Tipfel)   | Schmiedleithen bei Leonstein / Obergrünburg (Grünburg) | Schmiedleitner Bach (Rinnerbach)          | 1603, vor       | 1967               | heute Freilichtmuseum Schmiedleithen |
|                            | Lanzenhammer                                                |                                                  | Priethal bei Leonstein / Obergrünburg (Grünburg)       | Schmiedleitner Bach (Rinnerbach)          | 1603            | 1612, nach         |                                      |
| Zwei Schwerter             | Priethal                                                    | Zwei Schwerter                                   | Priethal bei Leonstein / Obergrünburg (Grünburg)       | Schmiedleitner Bach (Rinnerbach)          | 1550            | 1866               |                                      |
|                            | Unterhimmel                                                 | Zwei Halbmonde (in der Mitte ein Stern)          | Unterhimmel bei Christkindl (Garsten, heute Steyr)     | Alte Steyr (Himmlitzer Bach, Fischerbach) | 1787            | 1799               | vor 1787 Kupferhammer                |

### An der unteren Enns und im Traunviertel

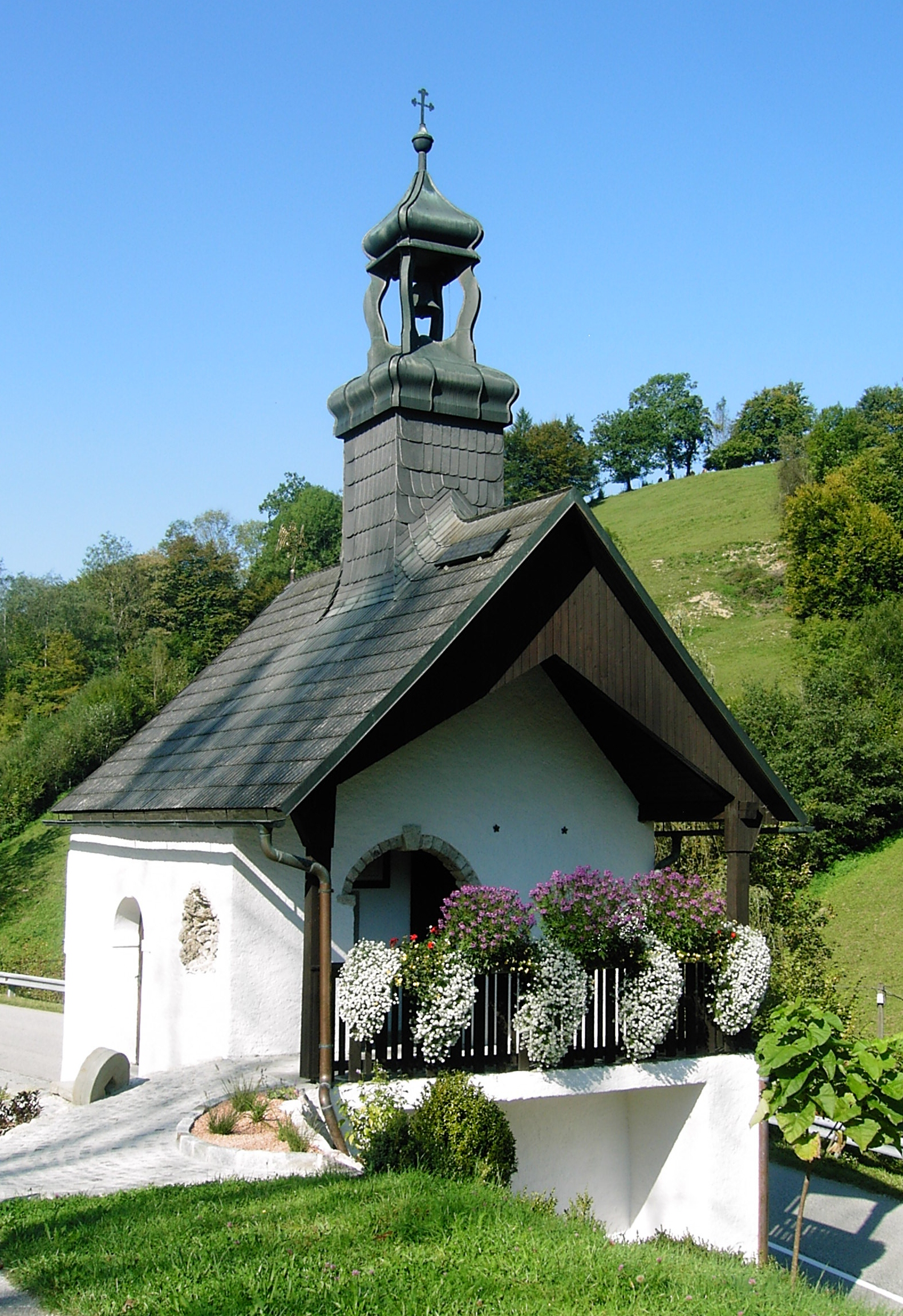
„Sengstschmied-Kapelle“ bei der ehemaligen Sensenschmiede im Pechgraben

| Bild           | Hausname                                | Zeichen                             | Ort                      | Gewässer   | Gründung (Jahr) | Stilllegung (Jahr) | Bemerkungen                                                 |
| -------------- | --------------------------------------- | ----------------------------------- | ------------------------ | ---------- | --------------- | ------------------ | ----------------------------------------------------------- |
|                | Im Pöchgraben (Pechgraben)              | Hängender Halbmond (mit drei Kreuz) | Losenstein               |            | 1602, vor       | 1888               |                                                             |
| 3 Herz 3 Kreuz | Im Rodelsbach                           | Drei (Zwei) Herzen und drei Kreuze  | Großraming               |            | 1607, vor       | 1870               |                                                             |
|                | Der neue Sensenhammer zu Losenstein     | Drei Herz; Sennerin; Dreieck        | Losenstein               |            | 1875            | 1906               | vor 1875 Zeugschmiede                                       |
|                | Lichtlmühle                             | Engel mit der Sense                 | Losenstein               | Laussabach | 1787            | 1999               | gehörte zeitweilig zu W; heute Sensenwerk Sonnleithner GmbH |
|                | Riedmühl (Zu Einsiedling bei Vorchdorf) | Merkurstab                          | Vorchdorf                |            | 1863            |                    |                                                             |
|                | Zu Weinbach bei St. Wolfgang            | St. Wolfgang im Brustbild           | St. Wolfgang             |            | 1782            | 1860, um           | seit 1845 bei MK                                            |
|                | Zu Wimsbach bei Wels                    |                                     | Bad Wimsbach-Neydharting |            | 1600, um        | 1663, nach         | heute Freilichtmuseum Hackenschmiede                        |

## Freistadt (F)

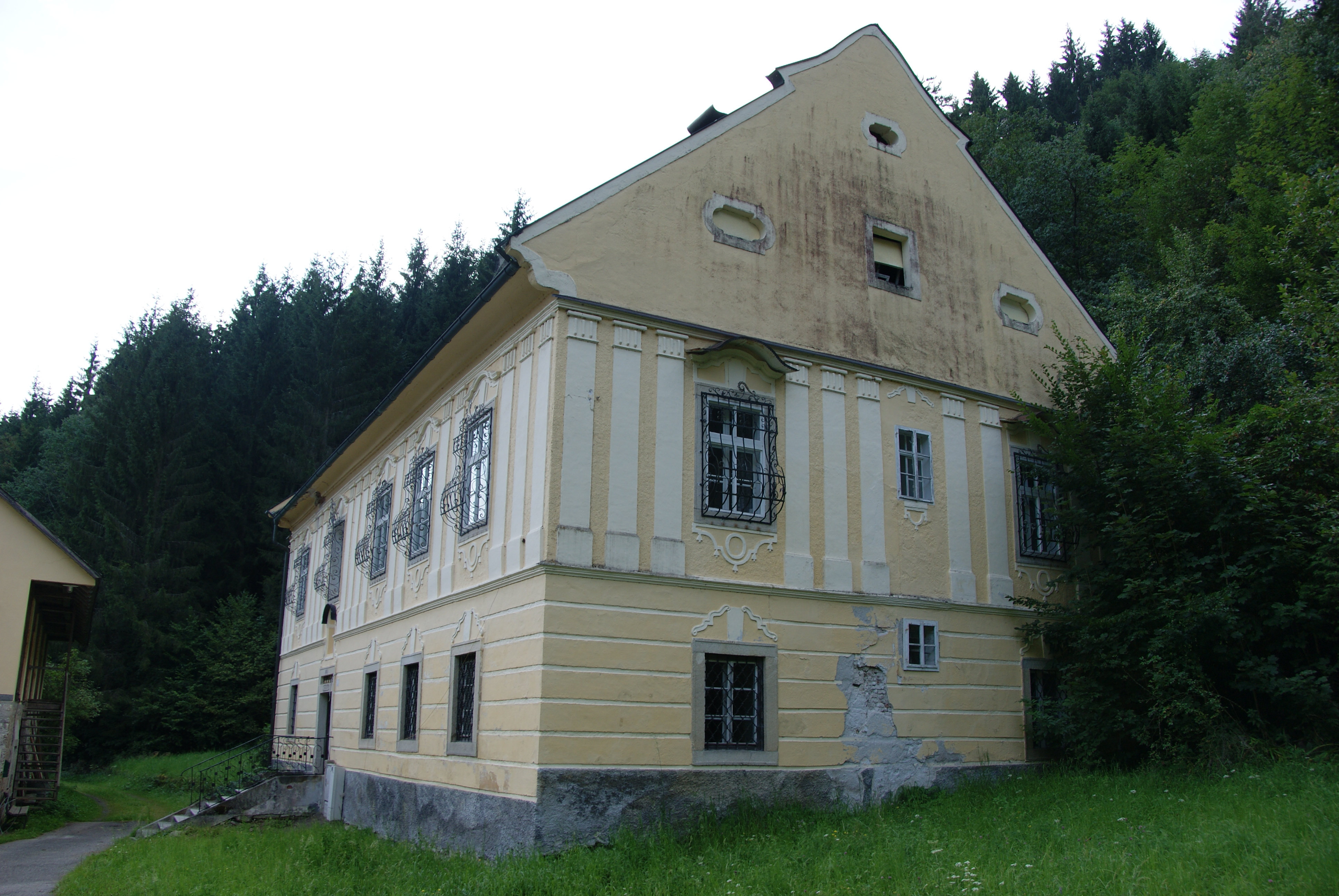
Herrenhaus der ehemaligen Sensenschmiede Riedlhammer zu Gutau

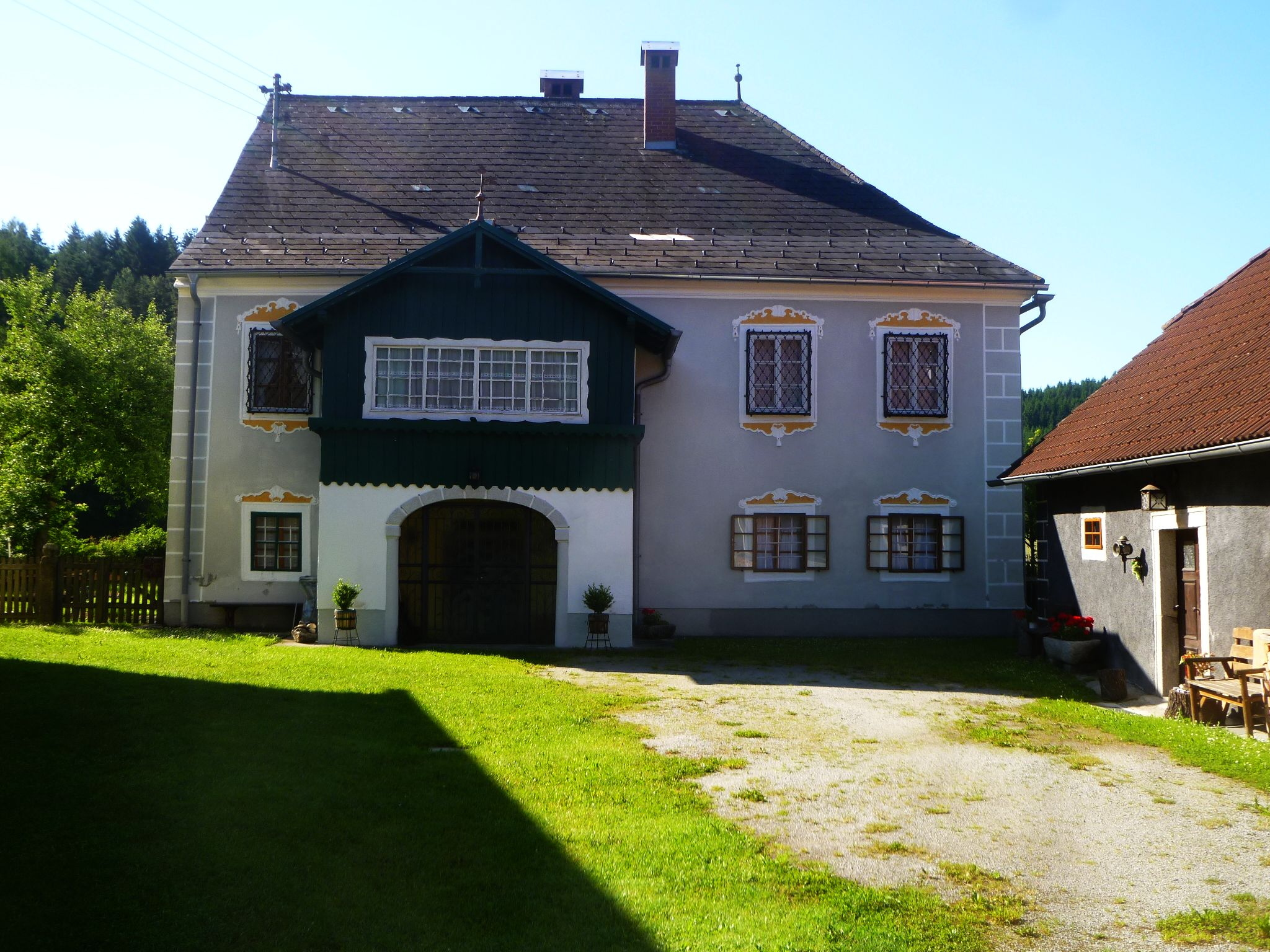
Ehemalige Sensenschmiede Rößlhammer in Hammern (Leopoldschlag)

| Bild             | Hausname                                                        | Zeichen                                                                                | Ort                                                               | Gewässer        | Gründung (Jahr) | Stilllegung (Jahr) | Bemerkungen              |
| ---------------- | --------------------------------------------------------------- | -------------------------------------------------------------------------------------- | ----------------------------------------------------------------- | --------------- | --------------- | ------------------ | ------------------------ |
|                  | Johanneshammer zu Pernlesdorf                                   | Johanneszunge (umgeben von fünf Sternen)                                               | Pernlesdorf bei Kaplitz, Tschechien                               | Maltsch (Malše) | 1787            | 1873, nach         |                          |
|                  | Theresienhammer zu Pernlesdorf                                  | Ein Strohmesser (zu beiden Seiten je ein Herz)                                         | Pernlesdorf bei Kaplitz, Tschechien                               | Maltsch (Malše) | 1785            | 1874               |                          |
|                  | Geyerhammer (Deutscher Moserhammer, Ederhammer, Eisenziehmühle) | Weltkugel (mit Kreuz und zwei Mondscheindl)                                            | Hammern (Leopoldschlag)                                           | Maltsch         | 1590, vor       | 1878, nach         |                          |
|                  | Karpfenhammer (Böhmischer Moserhammer, Herrenmühle)             | Karpfen                                                                                | Zettwing (Cetviny, einem Ortsteil von Dolní Dvořiště, Tschechien) | Maltsch         | 1590, vor       | 1880, um           |                          |
| Zwei Strohmesser | Rößlhammer zu Zettwing                                          | Zwei gekreuzte Strohmesser (mit zwei Punkten und zwei Kreuzl)                          | Hammern (Leopoldschlag)                                           | Maltsch         | 1589, um        | 1893               |                          |
|                  | Saghammer zu Harrachsthal                                       | Drei Kronen                                                                            | Harrachsthal (Weitersfelden)                                      | Schwarze Aist   | 1787            | 1882               |                          |
|                  | Oberhammer in Ritzenedt                                         | Ein Halbmond (mit einem sechseckigen Stern)                                            | Ritzenedt (Weitersfelden)                                         | Schwarze Aist   | 1793            | 1900               | gehörte zeitweilig zu KM |
|                  | Auf der Hangleithen (Hangenleithen)                             | Zwei gegeneinander stehende Sensen                                                     | Florenthein (St. Oswald)                                          | Feistritz       | 1621, vor       | 1883               |                          |
|                  | Am Aigen (Markthammer zu St. Oswald)                            | Liegendes Kreuz (links und rechts zwei Semmeln, oben und unten je ein Herz)            | St. Oswald                                                        | Feistritz       | 1614            | 1886               |                          |
| Maltheserkreuz   | Hammerl (Stampfenhammer)                                        | Maltheserkreuz (Drei Maltheserkreuze mit zwei Laibl)                                   | Herzogreith (St. Leonhard)                                        | Stampfenbach    | 1591            | 1894, nach         | gehörte zeitweilig zu KM |
|                  | Riedlhammer                                                     | Doppeladler (im Perlenkranz ohne Reichsinsignien)                                      | Gutau                                                             | Waldaist        | 1609, vor       | 1896, vor          | gehörte zeitweilig zu KM |
|                  | Am Stein (Kepplingerhammer)                                     | Rechter Arm (in der Faust ein Schwert, rechts und links ein Stern und der Buchstabe K) | Oberstiftung (Leonfelden)                                         | Steinbach       | 1824            | 1849               |                          |

## Mattighofen (MK)

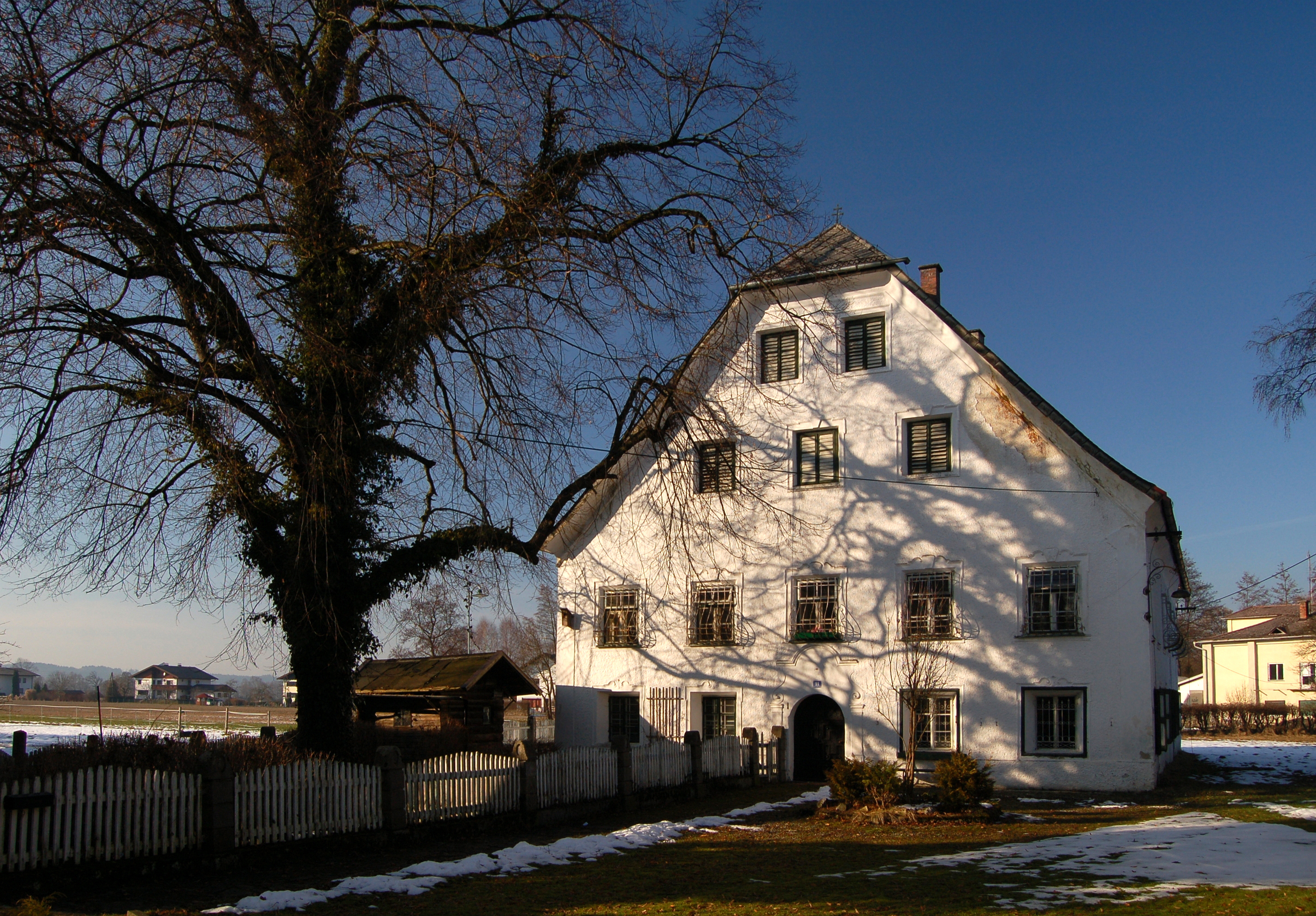
Herrenhaus „Kaltenbrunner“ in Schalchen

| Bild | Hausname                                             | Zeichen                                                     | Ort                           | Gewässer    | Gründung (Jahr) | Stilllegung (Jahr) | Bemerkungen               |
| ---- | ---------------------------------------------------- | ----------------------------------------------------------- | ----------------------------- | ----------- | --------------- | ------------------ | ------------------------- |
|      | Unter der Leiten (Höpfling)                          | Kreuz mit vier Halbmonden                                   | bei Mattighofen               |             | 1601, vor       | 1860, nach         |                           |
|      | Zu Unterlochen (Moser)                               |                                                             | Lochen am See                 | Kühlbach    | 1601, vor       | 1952               |                           |
|      | In der Kapellen bei Unterlochen (Spitzenhammer)      | Einhorn, früher Bär und Eichhörnchen                        | bei Mattighofen               | Mattig      | 1601, vor       | 1846               | nach 1846 Pfannenschmiede |
| Herz | In der Schalchen (Stegholzerschmiede, Kaltenbrunner) | Herz                                                        | Schalchen                     | Brunnbach   | 1601, vor       | 1931               |                           |
|      | Zu Mauerkirchen                                      | Drei Hämmer                                                 | Mauerkirchen                  |             | 1696, vor       | 1847, nach         |                           |
|      | Auf der Edt                                          | Rechenstab (zu beiden Seiten eine Sichel)                   | Herrschaft Braunau            |             | 1601, vor       | 1633, nach         |                           |
|      | Am Moos (Zu Oberlochen)                              |                                                             | Herrschaft Wildenau           |             | 1601, vor       | 1633, nach         | Zwei Sensenhämmer         |
|      | Zu Abern                                             |                                                             | Pfarre Jeging                 |             | 1601, vor       | 1697, nach         |                           |
|      | Zu Mairwies                                          |                                                             | bei Höfen (Helpfau-Uttendorf) |             | 1601, vor       | 1844, nach         | später Pfannenschmiede    |
|      | Zu Uttendorf (Zu Lohnau)                             |                                                             | Helpfau-Uttendorf             |             | 1601, vor       | 1843, nach         |                           |
|      | Zu Osternberg                                        |                                                             | Ranshofen (Braunau)           |             | 1843, vor       | 1860, nach         | Sichelschmiede            |
|      | Sieglau                                              |                                                             | Eden (Höhnhart)               |             | 1843, vor       | 1860, nach         | später Hammerschmiede     |
|      | Zu Weinbach bei St. Wolfgang                         | St. Wolfgang im Brustbild                                   | St. Wolfgang                  |             | 1782            | 1860, um           | vor 1845 bei KM           |
|      | Zu Mondsee                                           | Geringelte Schlange, vorher Halbmond zwei Kreuzl drei Laibl | Mondsee                       | Zeller Ache | 1656, vor       |                    |                           |
|      | Zu Thalgau                                           |                                                             | Thalgau                       |             | 1604            | 1870               |                           |

## Waidhofen (W)

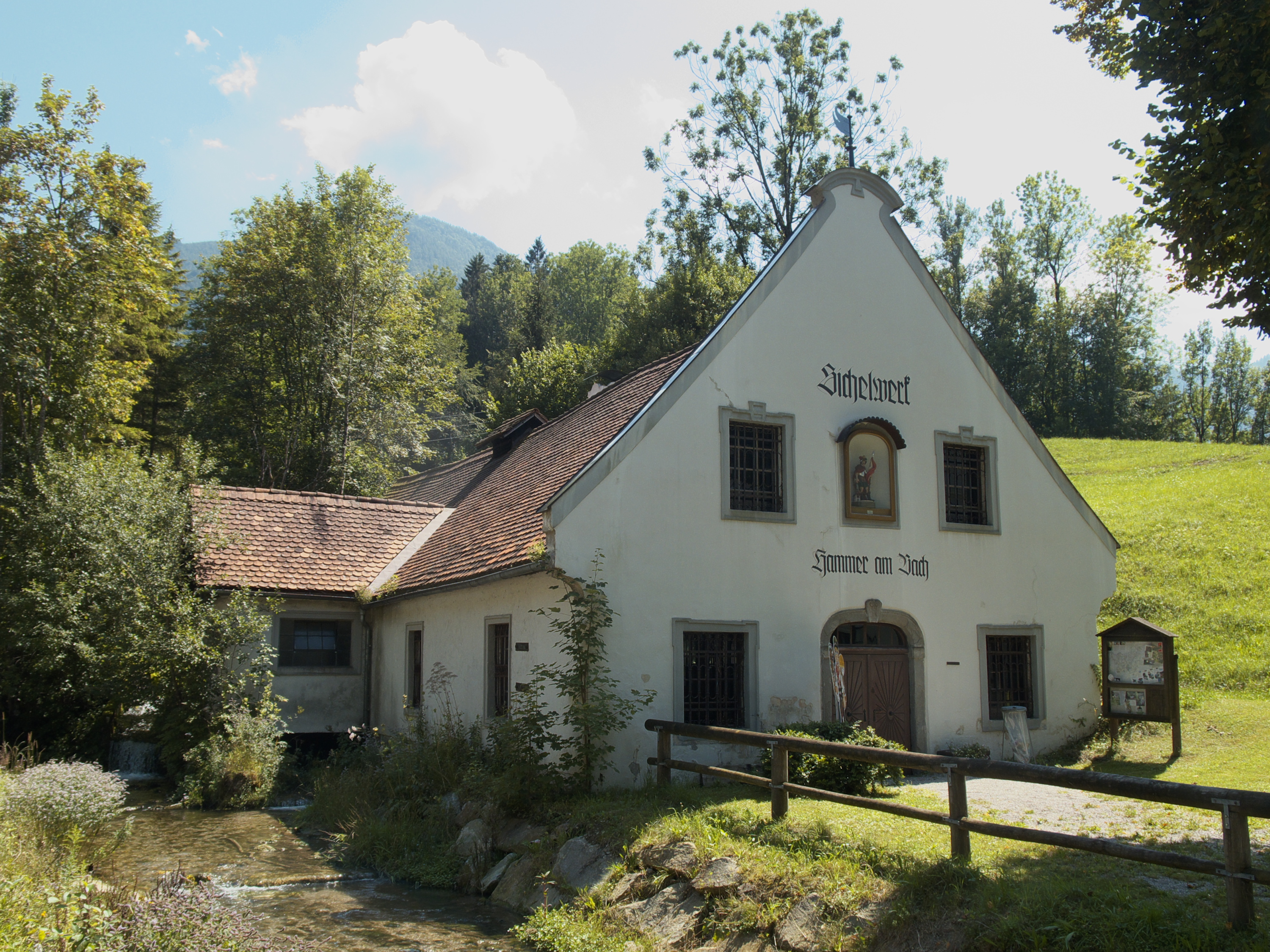
Ehemalige Sichel- und Sensenschmiede am Bach zu Opponitz, heute Sichelmuseum

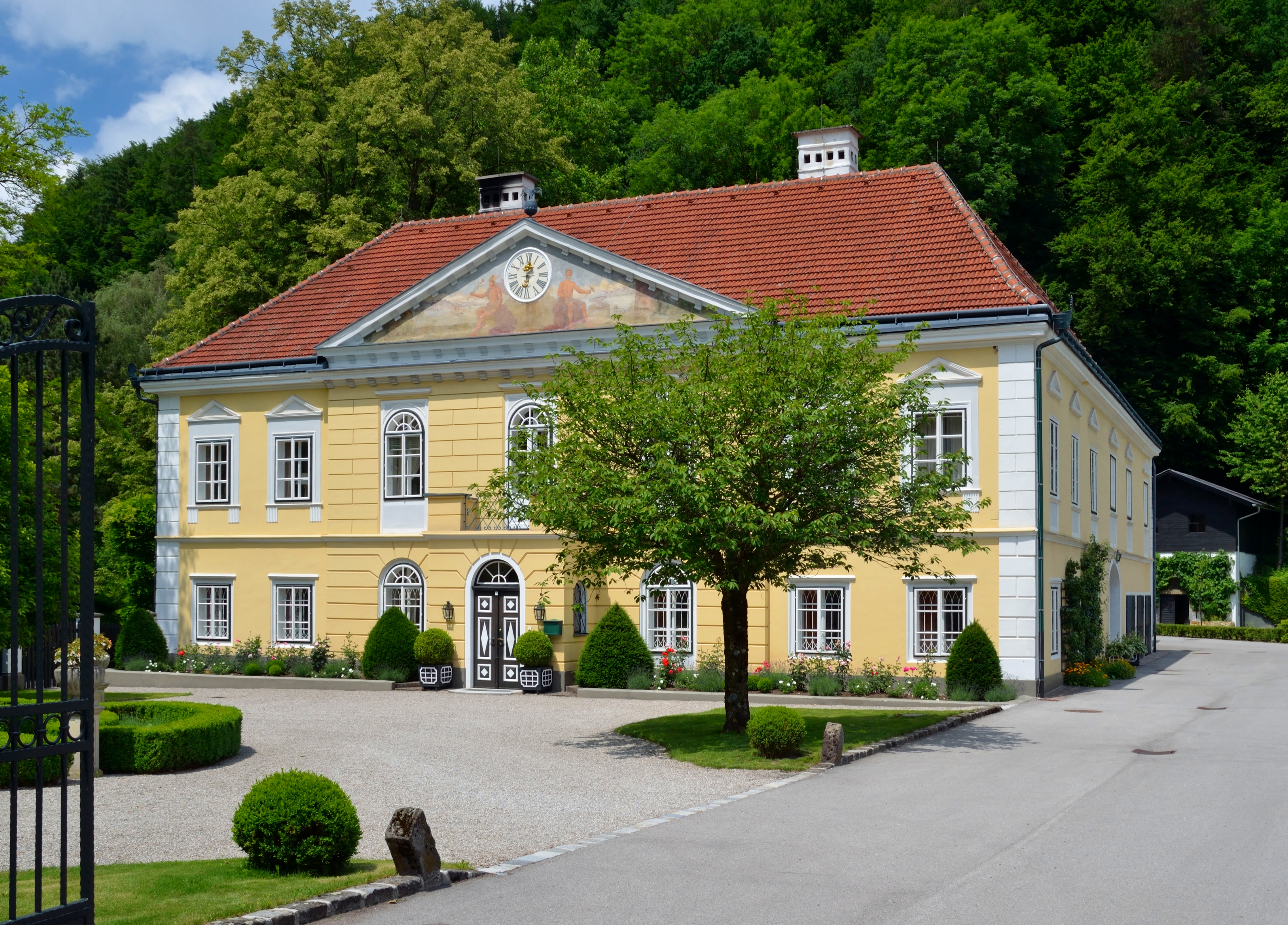
Herrenhaus der ehemaligen Sensenschmiede Streckmühle (Randegg)

| Bild  | Hausname                                                                       | Zeichen                                                    | Ort                  | Gewässer    | Gründung (Jahr) | Stilllegung (Jahr) | Bemerkungen                                      |
| ----- | ------------------------------------------------------------------------------ | ---------------------------------------------------------- | -------------------- | ----------- | --------------- | ------------------ | ------------------------------------------------ |
|       | Greisenegger-Hammer (Am Weißenbach)                                            | Kreuz und vier Halbmonde                                   | Waidhofen            | Weißenbach  |                 |                    |                                                  |
|       | Im großen Koth (Am vorderen Weißenbach)                                        | Kreuz und vier Halbmonde                                   | Waidhofen            | Weißenbach  | 1784            |                    |                                                  |
|       |                                                                                | Drei Schwertl                                              | Waidhofen            |             |                 |                    |                                                  |
|       | Am Rückenstein                                                                 | Krebs                                                      | Waidhofen            |             | 1593, vor       | 1901, nach         |                                                  |
|       | Händlscher Hammer                                                              |                                                            | Waidhofen            |             |                 |                    |                                                  |
|       | Am Hartbüchl (Reichenauer Hammer)                                              | Hufeisen                                                   | Waidach (Waidhofen)  |             | 1771            | 1832, nach         |                                                  |
|       | Am untern Hartriegl (In der Wirthsrotte)                                       | Weintraube, später Säbel (mit Halbmond und Sonne)          | Waidhofen            |             | 1717            | 1860, nach         |                                                  |
| Irgen | Auf der Gaisleithen (Zeitlinger)                                               | Ilgen (Lilie), später Zwei Fischangel                      | Waidhofen            |             | 1601, um        | 1932               |                                                  |
|       | Am Pöllgraben (Schwölledt)                                                     | Kelch (Pokal)                                              | Waidhofen            |             | 1724, vor       | 1895, vor          |                                                  |
|       | Am Kalkofen in der Sommerau                                                    | Rössl                                                      | Waidhofen            |             | 1719            | 1898, nach         |                                                  |
|       | Am Kroissenhammer (Altmannsleiner Hammer, Oberes Bammerwerk)                   | Kampl (Kamm)                                               | Waidhofen            | Schwarzbach | 1676, vor       | 1890, nach         |                                                  |
|       | Am Altlischen Hammer in der Wasservorstadt („Adlerhammer“, Unteres Bammerwerk) | Semmel                                                     | Waidhofen            |             | 1707            | 1954               |                                                  |
|       |                                                                                | Zwei Schwertl                                              | Waidhofen            |             | 1650, um        | 1860, nach         |                                                  |
|       | Am Kaltenbüchl in der Wasservorstadt                                           | Stern                                                      | Waidhofen            |             | 1783            | 1850, um           | vorher Hammer- und Knüttelschmiede               |
|       | Hammer am Bach (Pießlinger Hammer)                                             | Eichel                                                     | Opponitz             |             | 1620            | 1895, nach         | heute Sichelmuseum                               |
|       | Am Grübl (Am Griebl)                                                           | Posthorn (mit Kreuz)                                       | Opponitz             |             | 1622            | 1900, nach         | Sichelhammer                                     |
|       | Am Erl (Stokinger Hammer)                                                      | Reiter mit Pferd                                           | Opponitz             |             | 1808            | 1893, nach         | Sichelhammer, vorher Hammer- und Knüttelschmiede |
|       | Zu Göstling                                                                    | Wappen mit zwei Lilien, später Bär                         | Göstling an der Ybbs |             | 1878            | 1930, um           | vorher Zerrennhammer                             |
|       | Krumpmühle                                                                     | Ein Stern (umgeben von sechs Laibeln)                      | Ybbsitz              |             | 1784            | 1892               | vorher Pfannhammer                               |
|       | In der Sporken (Spörkenhammer, Compagniehammer)                                | Zwei Herz, früher Reichsapfel, später Kanne                | Gresten              |             | 1630, vor       |                    |                                                  |
|       | Streckmühle (Zu Randegg)                                                       | Kanne                                                      | Randegg              |             | 1840, um        |                    |                                                  |
|       | Am Kühberg (Am Kienberg)                                                       | Stehender Löwe                                             | Altenreith (Gaming)  |             | 1608, vor       | 1889               |                                                  |
|       | In der Boding                                                                  | Bottich (Boding), später Anker (zu beiden Seiten ein Herz) | Frankenfels          |             | 1808            | 1860, nach         |                                                  |
|       | An der Jessnitz (Zu St. Anton)                                                 | zuletzt Elefant                                            | St. Anton            | Jessnitz    | 1600            | 1849               |                                                  |
|       | Zu Neustift                                                                    | Aar (mit Beischlag E.M.)                                   | Neustift (Scheibbs)  |             | 1829            | 1880, nach         | Sichelhammer                                     |
|       | Am Heuberg                                                                     | Heugabel                                                   | Scheibbs             |             | 1828            |                    |                                                  |
|       | Zu Purgstall                                                                   | Einhorn                                                    | Purgstall            |             | 1780            | 1800, um           |                                                  |
|       | Zu Perwart bei Steinakirchen                                                   | Kanne                                                      | Perwarth             |             |                 | 1840, vor          | vor 1840 getauscht mit Streckmühle zu Randegg    |

## Hainfeld (H)

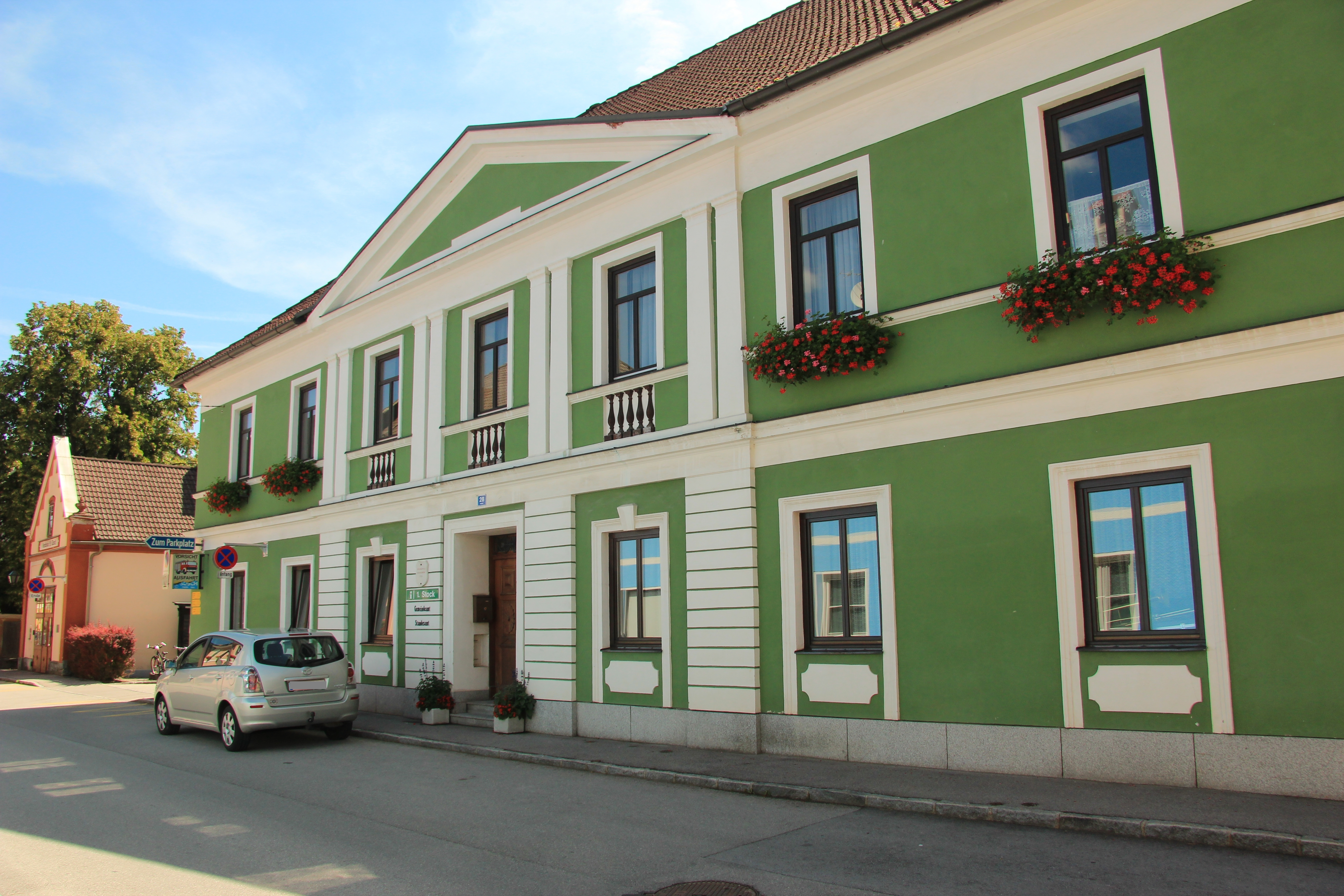
Herrenhaus der ehemaligen Sensenschmiede in Schildbach, Türnitz (Zeillingerhaus)

| Bild                                   | Hausname                              | Zeichen                                                  | Ort                      | Gewässer | Gründung (Jahr) | Stilllegung (Jahr) | Bemerkungen       |
| -------------------------------------- | ------------------------------------- | -------------------------------------------------------- | ------------------------ | -------- | --------------- | ------------------ | ----------------- |
|                                        | Zu Kropfstorf                         |                                                          | Sankt Veit an der Gölsen |          | 1763, um        | 1808, nach         |                   |
|                                        | Zehethofhammer                        | Drei Degen                                               | Hainfeld                 |          | 1656, vor       | 1810, nach         |                   |
|                                        | Rohrhammer (Fruhwirth)                | Zwei Anker (obenauf ein Ordensstern)                     | Hainfeld                 |          | 1817            |                    | vorher Rohrhammer |
| Ein Laibl, zwei Halbmonde, vier Tüpfel | Im Landsthal                          | Ein Laibl, zwei Halbmonde, vier Tüpfel                   | Hainfeld                 |          |                 |                    |                   |
|                                        | In der Bergau                         |                                                          | Hainfeld                 |          |                 |                    |                   |
|                                        | Teschenhammer                         | Zwei gekreuzte Schwerter (zu beiden Seiten ein Halbmond) | Hainfeld                 |          | 1819            |                    |                   |
|                                        | Lehenhammer (Mayr'scher Sensenhammer) | Zwei Halbmonde und fünf Laibl                            | Hainfeld                 |          | 1648            | 1818, nach         |                   |
|                                        | Oberhammer (In der Ramsau)            | Zwei Schwerter                                           | Ramsau                   |          | 1652, vor       | 1880, nach         |                   |
|                                        | In Schildbach                         | Zwei gekreuzte Pistolen                                  | Türnitz                  |          | 1826            | 1950               |                   |
|                                        | Erster Steinbichler Sensenhammer      | Birne                                                    | Türnitz                  |          | 1846            | 1883               | vorher Drahtzug   |
|                                        | Zweiter Steinbichler Sensenhammer     | Gazelle, später Krone und Weltkugel                      | Türnitz                  |          | 1866            | 1950               |                   |
|                                        | In der Sommermühl                     |                                                          | Türnitz                  |          |                 |                    |                   |
|                                        | Kupferhammer                          |                                                          | Grafendorf               |          |                 |                    |                   |

## Rottenmann (R)

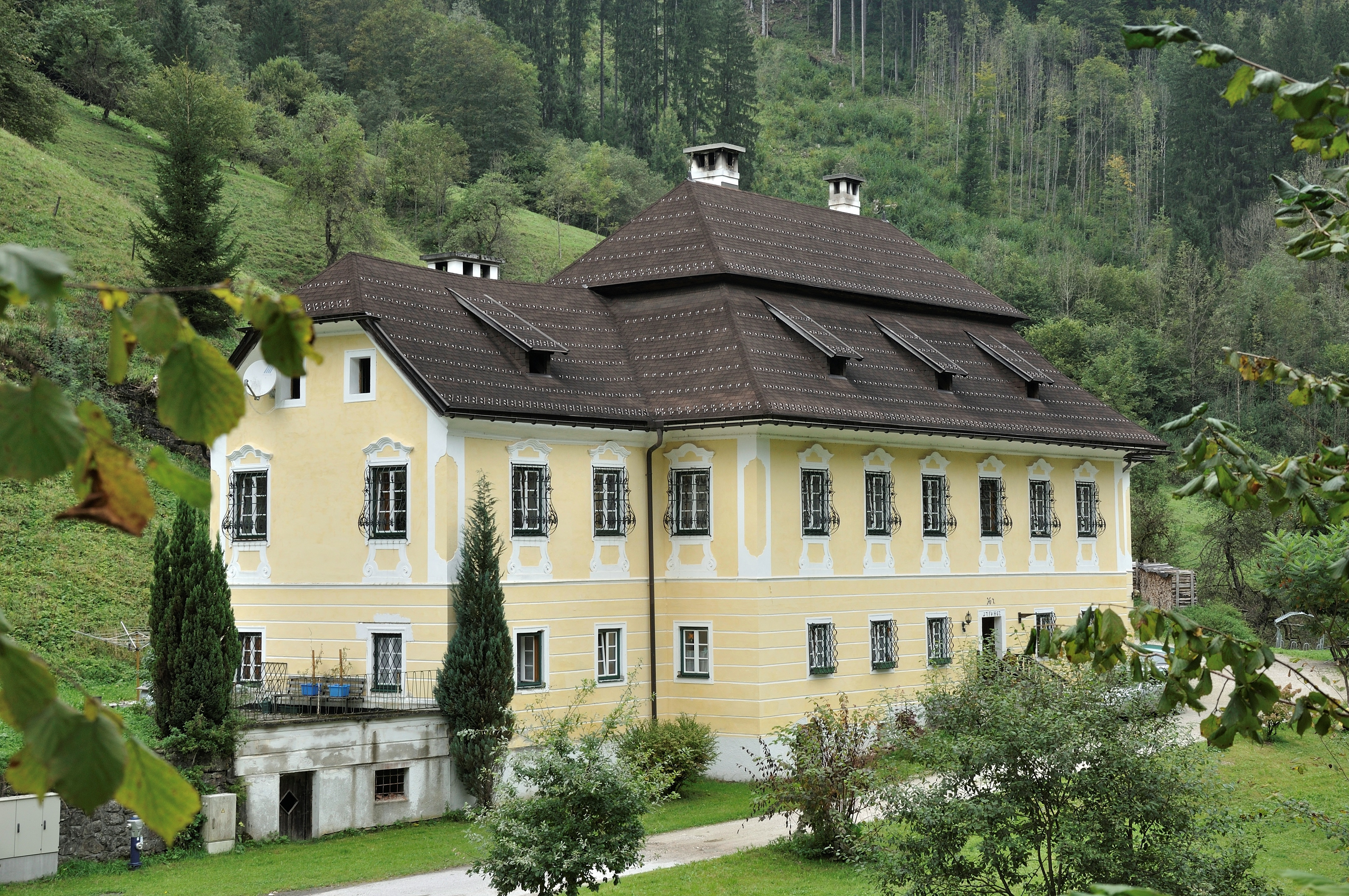
Herrenhaus der ehemaligen Sensenschmiede Pfeifferhammer in St. Gallen

| Bild                      | Hausname                                                         | Zeichen                                                       | Ort             | Gewässer                 | Gründung (Jahr) | Stilllegung (Jahr) | Bemerkungen                        |
| ------------------------- | ---------------------------------------------------------------- | ------------------------------------------------------------- | --------------- | ------------------------ | --------------- | ------------------ | ---------------------------------- |
|                           | Zu Schladming                                                    |                                                               | Schladming      |                          | 1620, vor       | 1738, um           |                                    |
|                           | Weißenbach ob Liezen                                             | Hirschkopf                                                    | Weißenbach      | Schretekbach (Enns)      | 1565, vor       | 1895, vor          |                                    |
|                           | Auf der Fuxlucken (Zu Lassing)                                   |                                                               | Lassing         | Döllachbach (Enns)       | 1656, vor       | 1810               |                                    |
|                           | In der Klamm bei Rottenmann                                      | Steyrischer Panther, früher Sonne                             | Rottenmann      | Strechaubach (Enns)      | 1612, vor       | 1892               |                                    |
|                           | Erster Sensenhammer in Rottenmann                                | (Ungarische) Krone                                            | Rottenmann      |                          | 1635, um        | 1848               |                                    |
|                           | Zweiter Sensenhammer in Rottenmann                               | Rose mit vier Kreuzl                                          | Rottenmann      |                          | 1635, nach      | 1842, nach         | später Hammer- und Walzwerk        |
| Halbmond mit drei Kreuzen | Zu Singstorf                                                     | Halbmond mit drei Kreuz                                       | St. Lorenzen    | Singsdorferbach (Palten) | 1602, vor       | 1868               |                                    |
| Zwei Schwertel            | Am Dietmannsberg                                                 | Zwei Schwertel zu beiden Seiten ein Kreuz                     | Admont          | Dietmannsbach (Enns)     | 1681, vor       | 1905, um           | vorher Hackenschmiede und Drahtzug |
|                           | Vorderer Sensenhammer zu Admont                                  | Kreuz mit vier Halbmonden                                     | Admont          |                          | 1630, vor       | 1876, nach         |                                    |
|                           | In der Mühlau (Schröckenfux)                                     |                                                               | Hall bei Admont | Eßlingbach (Enns)        | 1882            | 1906               | vorher Drahtzug                    |
|                           | Neuer Sensenhammer zu St. Gallen (Mayer und Wildenhofer, Koller) | Flammendes Herz im Lorbeerkranz; Geflügelter Drache mit Sense | St. Gallen      | Billbach (Enns)          | 1883            | 1958               | vorher Zeugschmiede                |
| Gamsauge                  | Vorderer Sensenhammer in Spitzenbach                             | Gamsauge                                                      | St. Gallen      | Spitzenbach (Enns)       | 1643, vor       | 1903, nach         |                                    |
|                           | Unterer Sensenhammer in Spitzenbach (Pfeifferhammer)             | Herz                                                          | St. Gallen      | Spitzenbach (Enns)       | 1592, vor       | 1900, vor          |                                    |

## Judenburg (J)

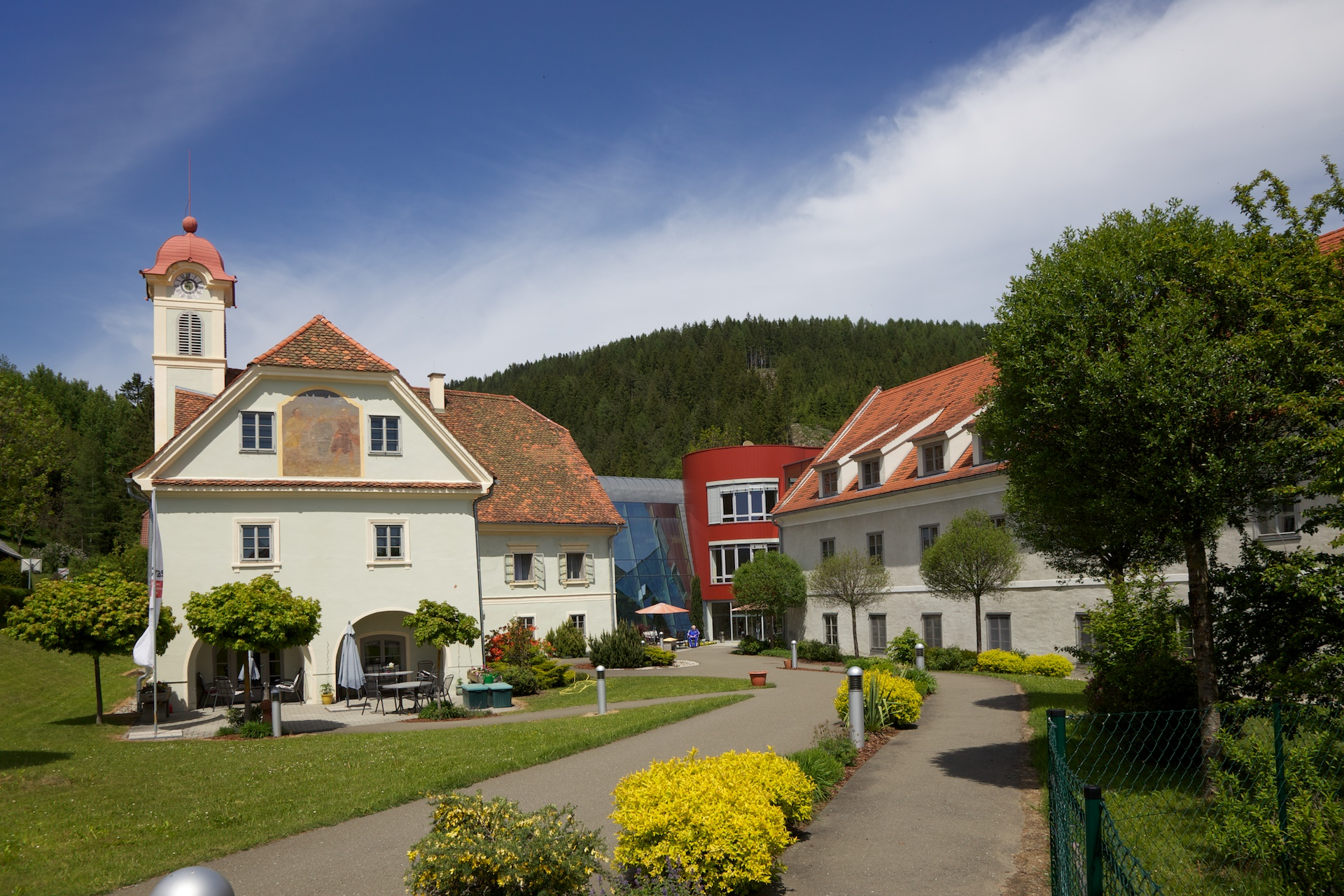
Ehemalige Sensenschmiede Wasserleith in St. Marein

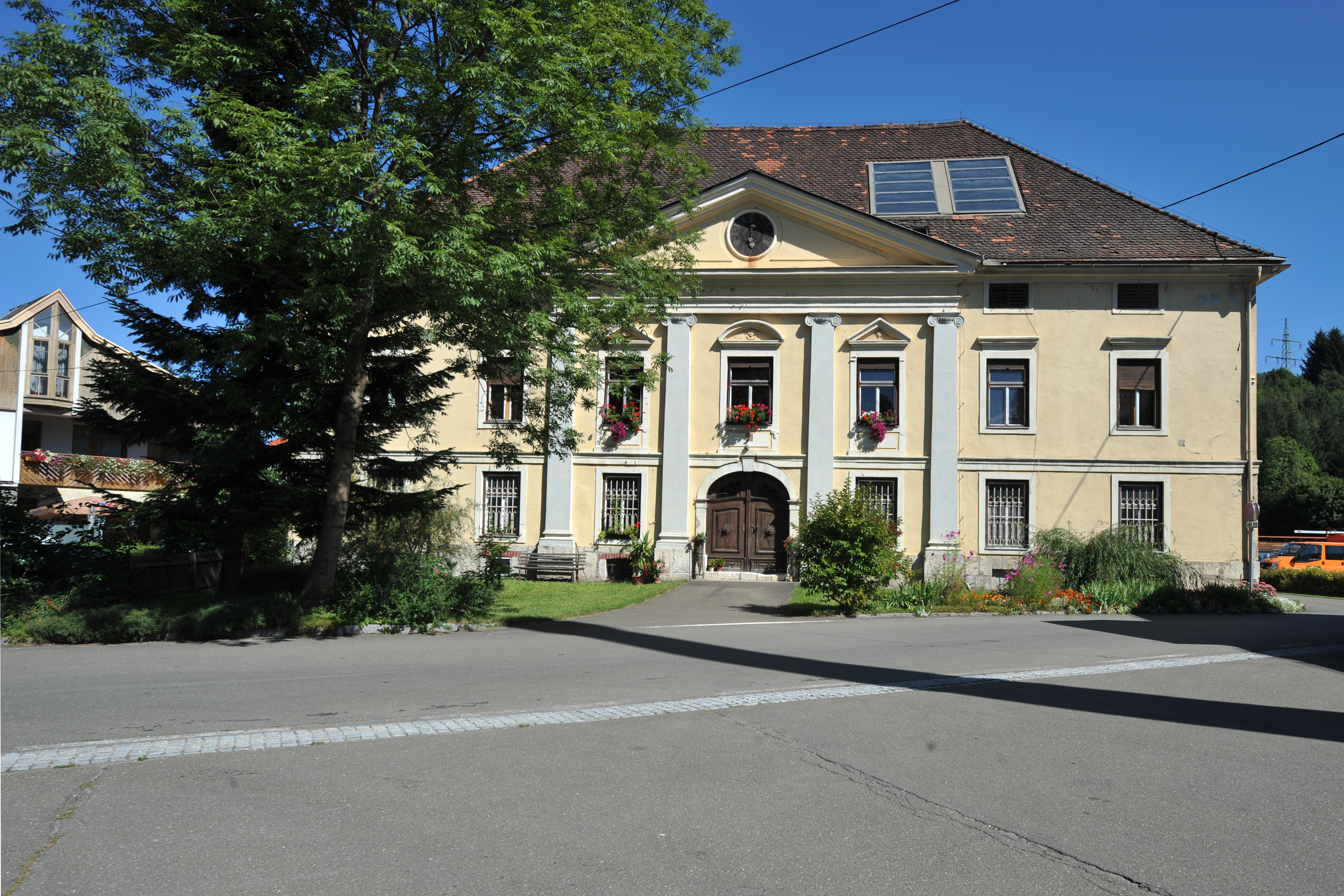
Herrenhaus der ehemaligen Sensenschmiede zu Eppenstein

| Bild                | Hausname                                                | Zeichen                                                      | Ort                        | Gewässer               | Gründung (Jahr) | Stilllegung (Jahr) | Bemerkungen                          |
| ------------------- | ------------------------------------------------------- | ------------------------------------------------------------ | -------------------------- | ---------------------- | --------------- | ------------------ | ------------------------------------ |
| Zwei Kreuz          | Rothenthurm (Am Feistritzgraben)                        | Zwei Kreuz (links ein Laibl, rechts ein Halbmond)            | Rothenthurm (St. Peter)    | Feistritzbach (Mur)    | 1683            | 1890               | vorher Drahtzug                      |
| Feinsemmel          | Forcherhammer (Hinterer Sensenhammer im Möschitzgraben) | Feinsemmel                                                   | Möschitzgraben (St. Peter) | Möschitzbach (Mur)     | 1671            | 1890               | vorher Hackenschmiede                |
|                     | Ebnerhammer (Vorderer Sensenhammer im Möschitzgraben)   | Sonne                                                        | Möschitzgraben (St. Peter) | Möschitzbach (Mur)     | 1660, um        | 1890               | vorher Waffenschmiede                |
|                     | Stögmüllerhammer im Möschitzgraben                      | Rössl                                                        | Möschitzgraben (St. Peter) | Möschitzbach (Mur)     | 1672            | 1892               | vorher Zerrennhammer                 |
| Drei Kreuze         | Zu Warbach (Sabathy-Hammer, Reiterer Sensenschmiede)    | Drei Kreuze                                                  | Warbach (Obdach)           | Granitzenbach          | 1670, vor       | 1886, um           |                                      |
|                     | Hammerwerk zu Obdach                                    |                                                              | Warbach (Obdach)           | Granitzenbach          | 1862            | 1875               | vorher Hammerwerk                    |
|                     | Pfannenhammer zu Knittelfeld                            | Glocke                                                       | Knittelfeld                |                        | 1855            | 1870, vor          | vorher Pfannenhammer                 |
|                     | Hackenschmiede zu Eppenstein                            | Drei Anker, Zwei Krummsäbel, Halbmond mit drei Sternen       | Eppenstein                 |                        | 1860            | 1890, vor          | vorher Hackenschmiede                |
| Zwei stehende Degen | Zu Eppenstein                                           | Zwei stehende Degen (dazwischen ein Kreuz und zwei Laibl)    | Eppenstein                 | Granitzenbach          | 1677, vor       | 1913               | ursprünglich Waffenschmiede          |
|                     | Zu Hopfgarten bei Weißkirchen                           | Zwei gekreuzte Schwerter (rechts ein Kreuz, links ein Laibl) | Weißkirchen                | Feistritzbach          | 1630, vor       | 1857               |                                      |
|                     | In Judenburg                                            | Kreuz mit vier Tüpfel                                        | Judenburg                  |                        | 1662            | 1675               | 1675 auf die Möderbruck transferiert |
|                     | Auf der Möderbruck (Möderbrugg)                         | Maria mit dem Kinde                                          | Möderbrugg                 | Pusterwaldbach (Pöls)  | 1675            | 1969               |                                      |
|                     | Zu Pöls                                                 | Osterlamm mit Fahne                                          | Pöls                       | Pöls                   | 1853            |                    | vorher Hammerwerk                    |
| Zwei Kreuz          | Paßhammer ob Judenburg                                  | Zwei Kreuz (mit vier Punkten)                                | Paßhammer (Pöls)           | Pöls                   | 1654, um        |                    |                                      |
| Russisches Kreuz    | Zu Knittelfeld (Zeilinger)                              | Russisches Kreuz (eigentlich Spanisches Kreuz)               | Knittelfeld                | Sachendorferbach (Mur) | 1660, um        | 1951               |                                      |
|                     | Sachendorf                                              | Kosak, Storch                                                | Sachendorf (Spielberg)     | Sachendorferbach (Mur) | 1850            | 1904               | vorher Stahl- und Streckhammer       |
|                     | In der Gall (Schattenberg-Gaal)                         | Zwei Schwerte                                                | Schattenberg (Gaal)        |                        | 1859            | 1929               |                                      |
|                     | Wasserberg bei Knittelfeld                              | Viererzug, Schloss Wasserberg                                | Gaal                       |                        | 1883            | 1885               | vorher Stahlhämmer                   |
|                     | Wasserleith (Weinmeister, Gewerkenschlössl)             | Tannenbaum, später Pflug, Lokomotiv                          | St. Marein                 | Feistritzbach          | 1716            | 1910               | vorher Waffenschmiede                |
|                     | Zu Mautern                                              |                                                              | Mautern                    |                        | 1860            | 1862               | vorher Hammerwerk                    |
|                     | In der Einöd                                            | Tulpe                                                        | St. Stefan bei Friesach    | Einöderbach            | 1663, vor       | 1835, um           |                                      |

## Kindberg (K)

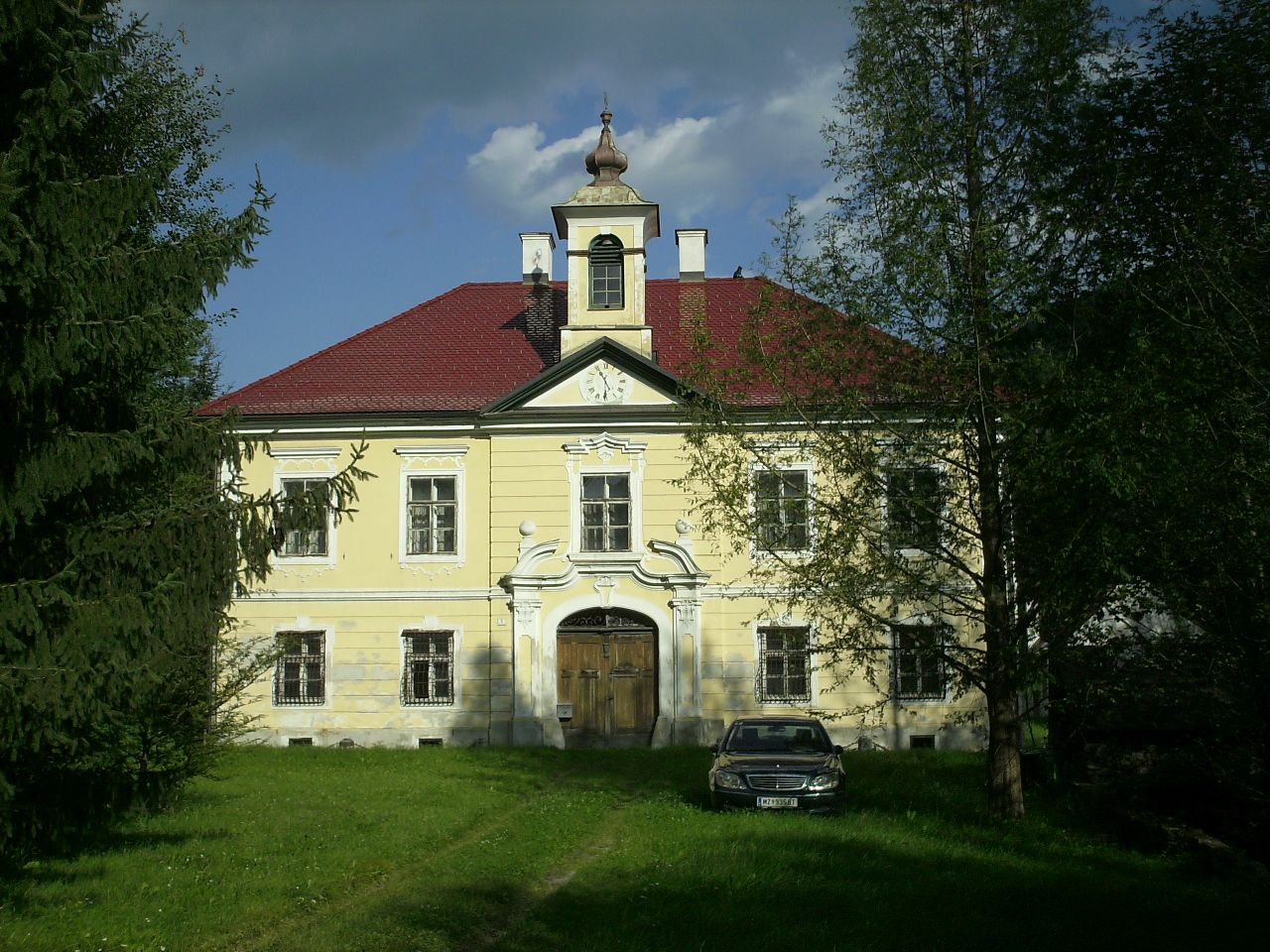
Herrenhaus des ehemaligen Sensenwerks Kindthal in Kindberg

| Bild        | Hausname                                                        | Zeichen                                                                             | Ort                          | Gewässer     | Gründung (Jahr) | Stilllegung (Jahr) | Bemerkungen                    |
| ----------- | --------------------------------------------------------------- | ----------------------------------------------------------------------------------- | ---------------------------- | ------------ | --------------- | ------------------ | ------------------------------ |
|             | Fürst-Hammer                                                    | Zwei Fischangel, später Kreuz mit Laibln                                            | Kindberg                     |              | 1628, vor       | 1874, nach         |                                |
|             | Schmölzer-Hammer                                                | Drei Degen                                                                          | Kindberg                     |              | 1628, vor       | 1904, nach         |                                |
|             | Hillebrand-Hammer                                               | Halbmond mit drei Sternen                                                           | Kindberg                     |              | 1789, nach      | 1893, nach         |                                |
| Drei Lilien | Kindthal (Reichenberg-Hammer, Gewerkenschloss, Schloss Friedau) | Drei Lilien                                                                         | Kindberg                     | Mürz         | 1818            | 1870               | vorher Streck- und Blechhammer |
|             | Salmutter-Hammer (Zeitlinger)                                   |                                                                                     | Kindberg                     |              | 1867, vor       | 1894, nach         |                                |
|             | Hammer in Kindberg                                              | Becher                                                                              | Kindberg                     |              | 1806            | 1808               |                                |
|             | Am Freßnitzbach                                                 | Zwei gekreuzte Pfeile                                                               | Freßnitz (Krieglach)         | Freßnitzbach | 1646            | 1852, nach         |                                |
|             | Auf der Schwöbing (Furth)                                       | Kamm, vorher Liegende Leiter (oberhalb zwei Halbmonde, unterhalb drei Striche)      | Krieglach                    |              | 1630, vor       | 1893               |                                |
|             | Auf der Schwöbing                                               | Andreaskreuz (unten und oben ein Halbmond, zu beiden Seiten ein Laibl)              | Langenwang                   |              | 1630, vor       | 1862               |                                |
| Stern       | Markthammer in Mürzzuschlag                                     | Stern                                                                               | Mürzzuschlag                 |              | 1640, vor       | 1877, um           |                                |
|             | Am Semmering                                                    | Tulipan (Tulpe), Rose                                                               | Spital am Semmering          |              | 1738, vor       | 1906               |                                |
|             | Otterthal                                                       | Satyr, später Teekanne                                                              | Otterthal                    |              | 1853, vor       | 1853, nach         |                                |
|             | Offenbach bei Kirchberg                                         | Herz (durchstochen von zwei gekreuzten Schwertern)                                  | Kirchberg am Wechsel         |              | 1660, um        | 1895, um           |                                |
|             | In der Breitenau (Am Rasgraben, Schafferwerk)                   | Rechen                                                                              | Breitenau                    |              | 1649, um        | 1900               |                                |
|             | In der Gasen                                                    | Halbmond mit drei Sternen                                                           | Gasen                        |              | 1870, um        |                    |                                |
|             | Stanz                                                           |                                                                                     | Stanz                        |              |                 |                    |                                |
|             | Auf der Ratten (Rettenegg, Zeilingerhammer)                     | Ein Degen                                                                           | Rettenegg                    |              | 1697, um        | 1882               |                                |
|             | Zu Arzberg                                                      | Mann mit Sense, später Fünf Kronen, Osterlamm, Lokomotive                           | Arzberg                      |              | 1860, um        | 1882, nach         |                                |
|             | Zu Göß                                                          | Zwei Halbmond (ein Kreuz und ein Laibl)                                             | Göß (Leoben)                 |              | 1700, vor       | 1839               |                                |
|             | Zu St. Katharein an der Laming                                  | Zwei Lilien                                                                         | St. Katharein                |              | 1894            | 1907               |                                |
|             | Kammerhof                                                       | Mailänder Krone (von einem Schwert von unten nach oben durchstochen), später Glocke | bei Kirchberg an der Pielach |              | 1835            |                    |                                |

## Übelbach (ÜB)

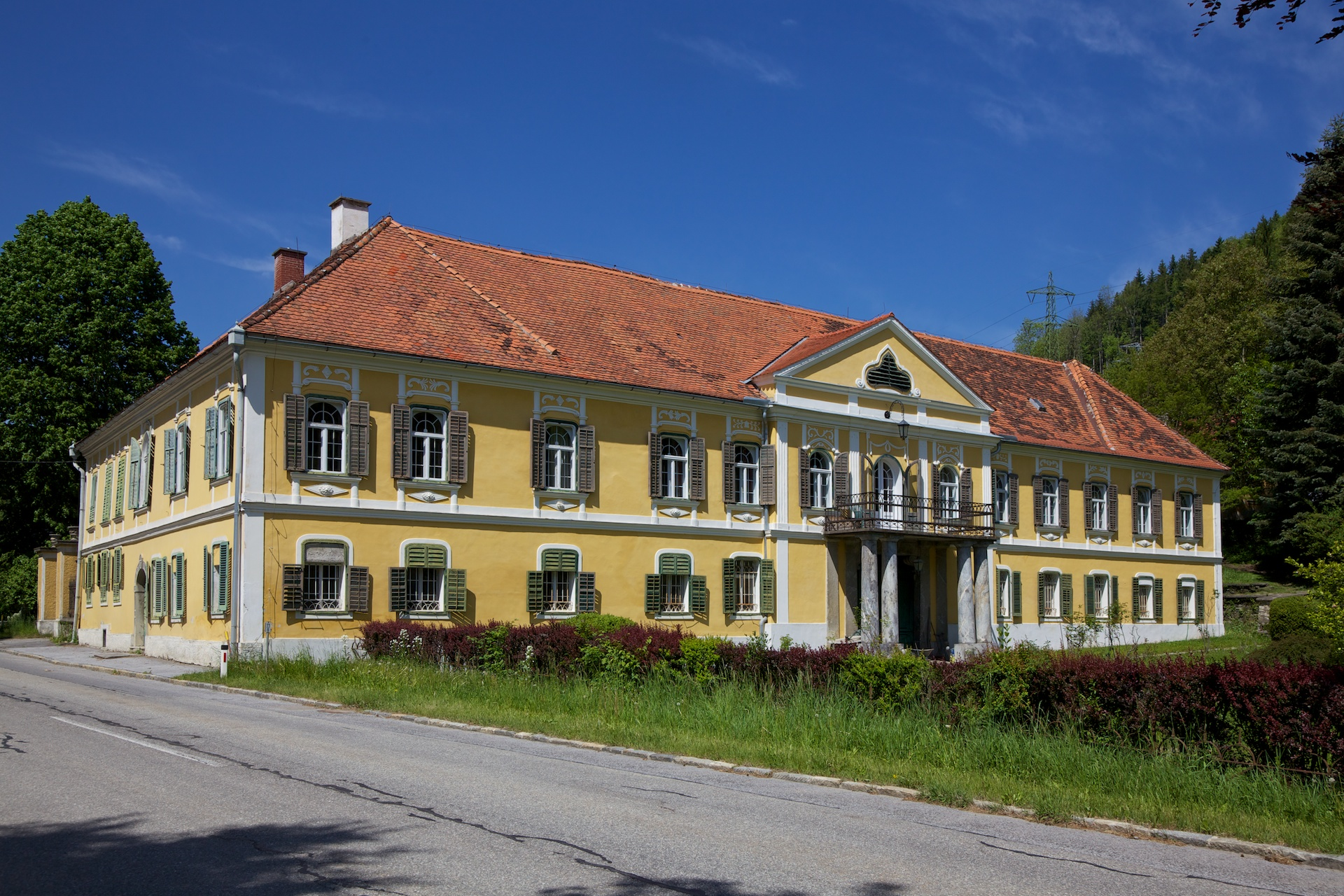
Herrenhaus des ehemaligen Sensenwerks Kleinthal in Übelbach

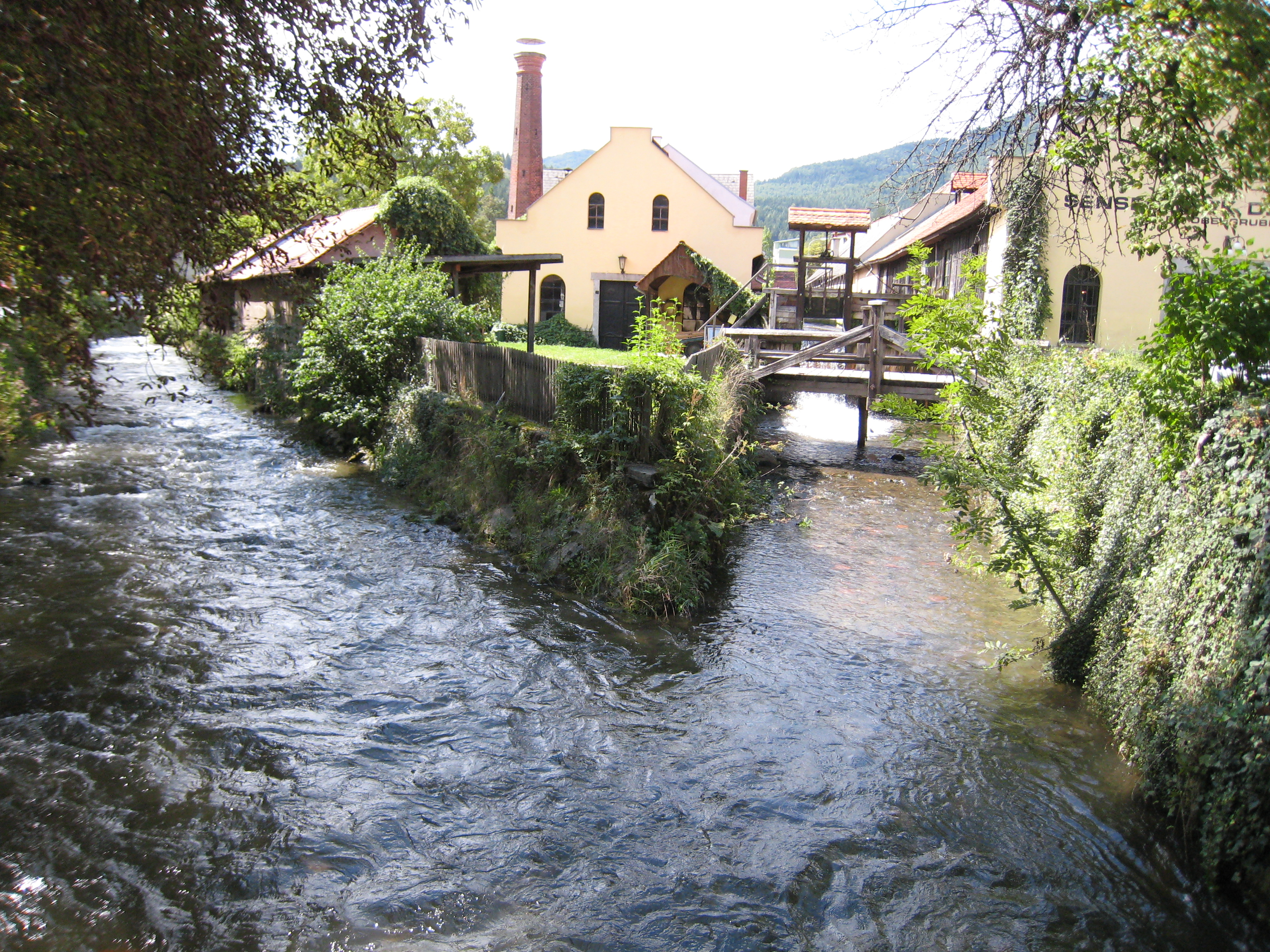
Ehem. Sensenwerk in Deutschfeistritz

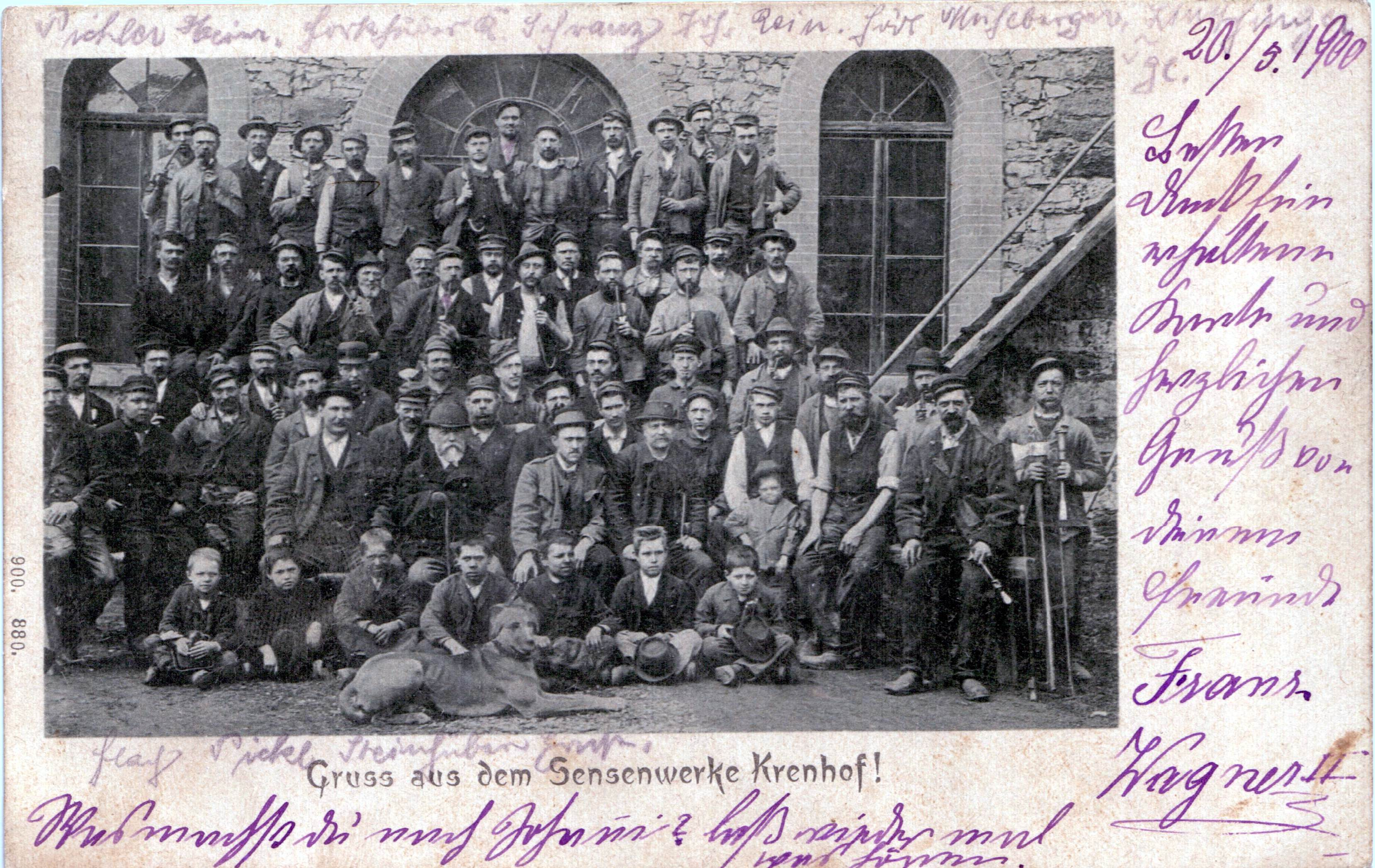
Historische Aufnahme Sensenwerke Krenhof, Köflach, ca. 1900

| Bild          | Hausname                                        | Zeichen                                                          | Ort                          | Gewässer | Gründung (Jahr) | Stilllegung (Jahr) | Bemerkungen                              |
| ------------- | ----------------------------------------------- | ---------------------------------------------------------------- | ---------------------------- | -------- | --------------- | ------------------ | ---------------------------------------- |
| Sieben Sterne | Im Kleinthal (Erster Sensenhammer zu Übelbach)  | Sieben Sterne                                                    | Übelbach                     | Übelbach | 1597, vor       | 1900, um           |                                          |
|               | Zweiter Sensenhammer in Übelbach                | Drei Säbel                                                       | Übelbach                     | Übelbach | 1741, vor       | 1878, nach         | vorher Nagelschmiede                     |
|               | Dritter Sensenhammer in Übelbach                | Drei Weinmesser                                                  | Übelbach                     | Übelbach | 1805            | 1887, vor          | vorher Pfannenhammer                     |
|               | Zu Waldstein                                    | Fuchs                                                            | Waldstein (Deutschfeistritz) |          | 1870, vor       |                    | vorher Hammerwerk                        |
|               | Zu Deutsch-Feistritz                            | Ungarischer Säbel                                                | Deutschfeistritz             |          | 1819            | 1984               | heute Museum Sensenwerk Deutschfeistritz |
|               | In der Kainach                                  | Weltkugel (oben ein Kreuzl)                                      | Kainach                      | Kainach  | 1688, vor       | 1865, vor          |                                          |
|               | Krenhof                                         | Zwei Sensen, Hund, Zwei Anker, später Diamant mit Krone u. a.    | Köflach                      |          | 1860, nach      | 1975, nach         | heute Krenhof AG                         |
|               | Mosdorfer (Klingen- und Sichelschmiede zu Weiz) | Schwerte und Säbel (Ein Schwert und zwei Säbelklingen gekreuzt)  | Weiz                         |          | 1784            | 1945               | heute Werksmuseum Mosdorfer              |
|               | Zu Einöd                                        | Eule, Springender Hirsch                                         | Kapfenberg                   |          | 1860, vor       |                    | vorher Hammerwerk                        |
|               | Zu Eibiswald                                    | Faßleiter                                                        | Eibiswald                    |          | 1754, nach      | 1836, vor          |                                          |
|               | Zu Rottenbach                                   | Halbmond (durchstochen von einem Degen), später Ochsenkopf, Hand | Windischgraz, Slowenien      |          | 1792            | 1907, nach         | vorher Hacken- und Nagelschmiede         |
|               | St. Lorenzen ob Marburg                         | Diana, Auerhahn, später Papagei, Krokodil, Zwei Fechter          | St. Lorenzen, Slowenien      |          | 1878            | 1886, nach         |                                          |

## Himmelberg (HI)
- Kleinglödnitz
- In der Gasteigen zu Himmelberg
- Ressersche Sensengewerkschaft zu Himmelberg
- Auf der Tratten zu Himmelberg, Zeilinger Schmiede- und Sensenmuseum seit 2025, http://zeilinger-sensenmuseum.at/
- Zu Feistritz (heutiger Name: Liebenfels) bei St. Veit an der Glan
- Aubach
- Stadthammer in Wolfsberg
- Schwemmtratten zu Wolfsberg, 1867 zum Sensenwerk umgebaut, heute Johann Offner Unternehmensgruppe
- Ober-Ferlach

## Neumarktl in Krain (N)
- 5 Sensenwerke in Neumarktl und Umgebung (Slowenien)
- 3 Sensenwerke in Neustadtl und Umgebung (Slowenien)

## Tirol
- 2 Sensenwerke in Hopfgarten
- Zu Klein-Zell bei St. Johann im unteren Inntal
- Im Sauwinkel bei Zell im Zillertal
- Sensenschmiede in Zell im Zillertal
- Eine Sensenschmiede im Zillertal
- Sensenschmiede Jenbach

## Lombardei
- Lovere am Iseosee (Italien)

## Galizien
- Poronin bei Neu Sandez (Polen)

## Ungarn
- Vajda-Hunyad (Eisenmarkt) in Siebenbürgen (Rumänien)